# 馬自達2
馬自達2是日本馬自達汽車公司自1996年起所生產的小型五門掀背車；另有三廂四門轎車樣式，散見於中國、印尼、澳洲等地。該款車在海外地區曾經以馬自達121、馬自達Metro、福特Festiva Mini Wagon（雙生車款）等名稱銷售，後來統一改稱為馬自達2，而日本國內則稱馬自達Demio（日语：マツダ・デミオ）。
關於日本車名「Demio」是以西班牙文合成為英文的「of mine」，具有「我的」、「個人的」之意，表達這是一款自我個性十足的小型車。

## 歷史

### 第一代（1996年－2002年）
1995年 - 馬自達在東京國際車展發表一款名為「BU-X」的概念車。
1996年8月 - BU-X開始量產發售，日本及香港稱為Demio，澳洲稱為Metro，其餘地區稱為馬自達121。當時馬自達公司受到日本泡沫經濟影響，「多品牌策略」推行失敗而陷入營運危機。故Demio就是在這種為了解除經營危機，搭上當時正流行的廂型車（minivan）風潮，以其為元素而短時間開發出來的。車高雖然比一般轎車高，卻恰巧可進入立體停車場，加上座椅全部可平摺，於是創造出更大的車室空間。這種以「國民車」為取向的實用性不但獲得眾多汽車雜誌的好評，市場上也獲得消費者的肯定。該款車榮獲日本年度風雲車（（日語）日本カー・オブ・ザ・イヤー）大賞，並獲得第六屆RJC年度風雲車（（日語）RJCカー・オブ・ザ・イヤー）大賞。因此形容Demio為「90年代馬自達的救世主」，可真是一點也不為過。
2000年 - Demio推出大改款，除了將安全氣囊、ABS防鎖死煞車系統、EBD電子煞車力道分配系統設定成標準配備，其餘包括更動車身外觀、車室空調系統及五速自動變速箱。另外，DSC電子車身穩定系統亦可選購。
第一代Demio在日本的雙生車種是福特Festiva Mini Wagon。已經於2005年12月9日退休的芝加哥公牛隊小前鋒史考帝·皮朋（Scottie Pippen）曾在美國地區的電視廣告中替第一代Demio代言。

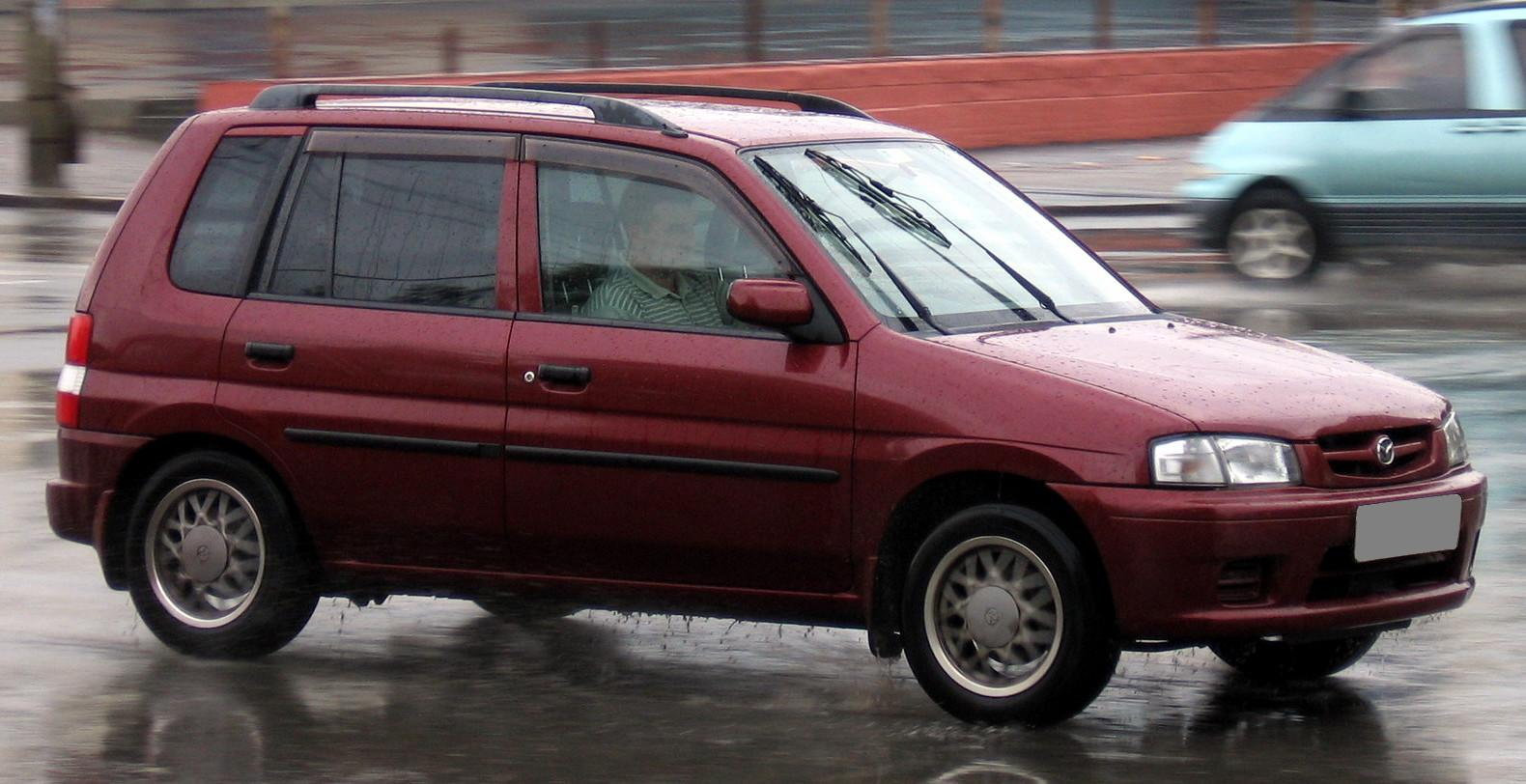
前期型
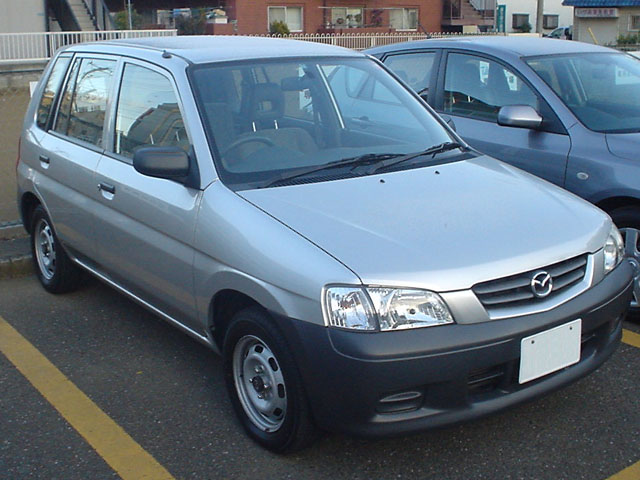
後期型（前保桿無塗裝式樣）
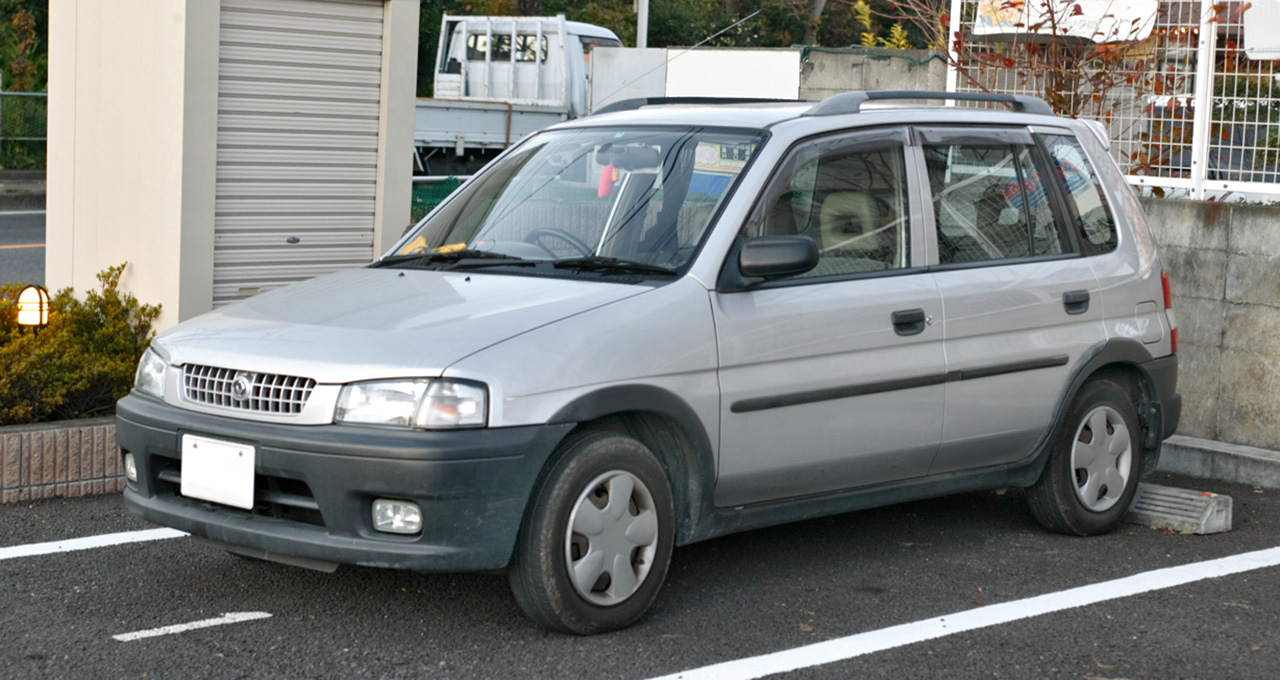
1.3LX　F Package（日規）
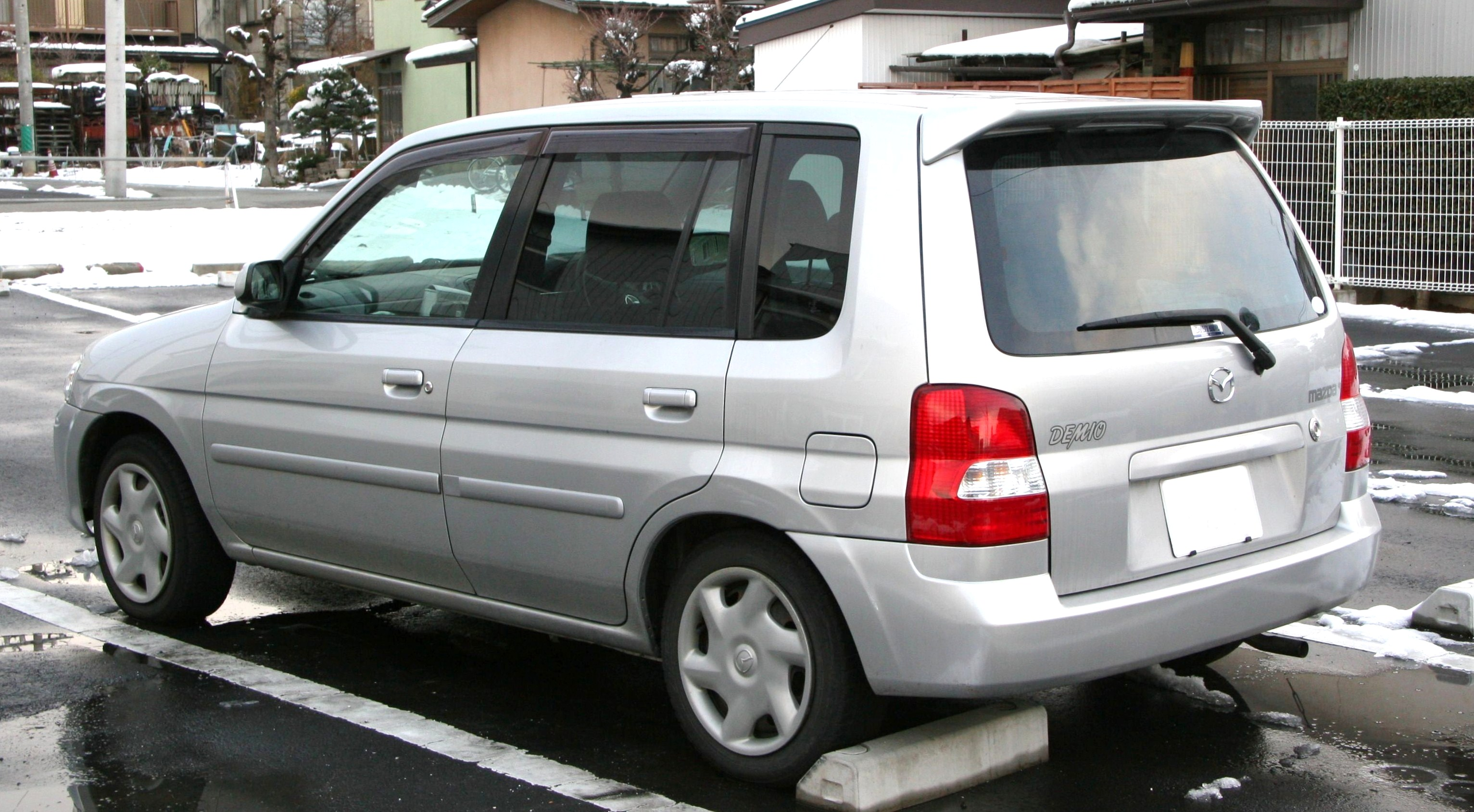
後期型車尾
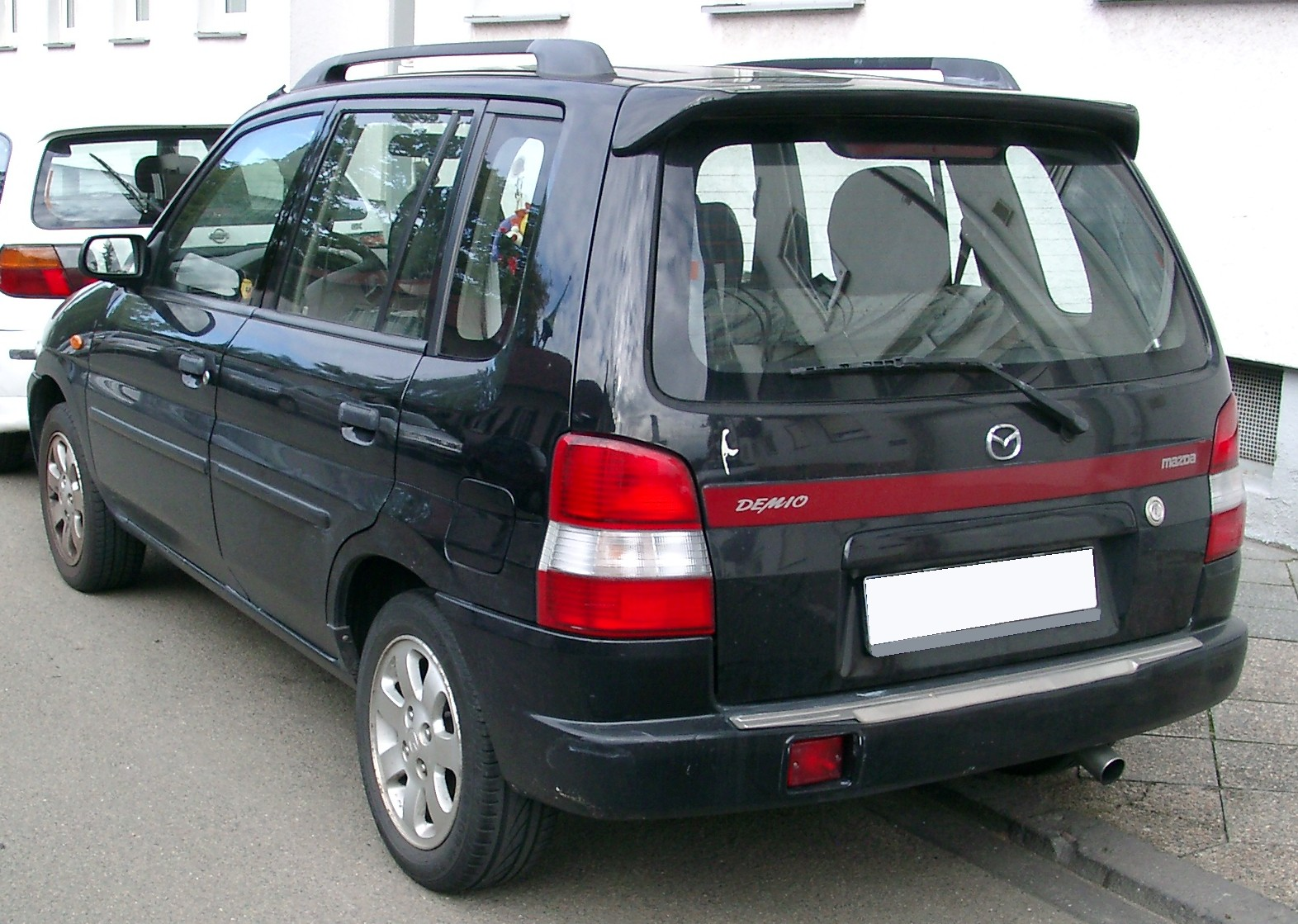
歐規車尾
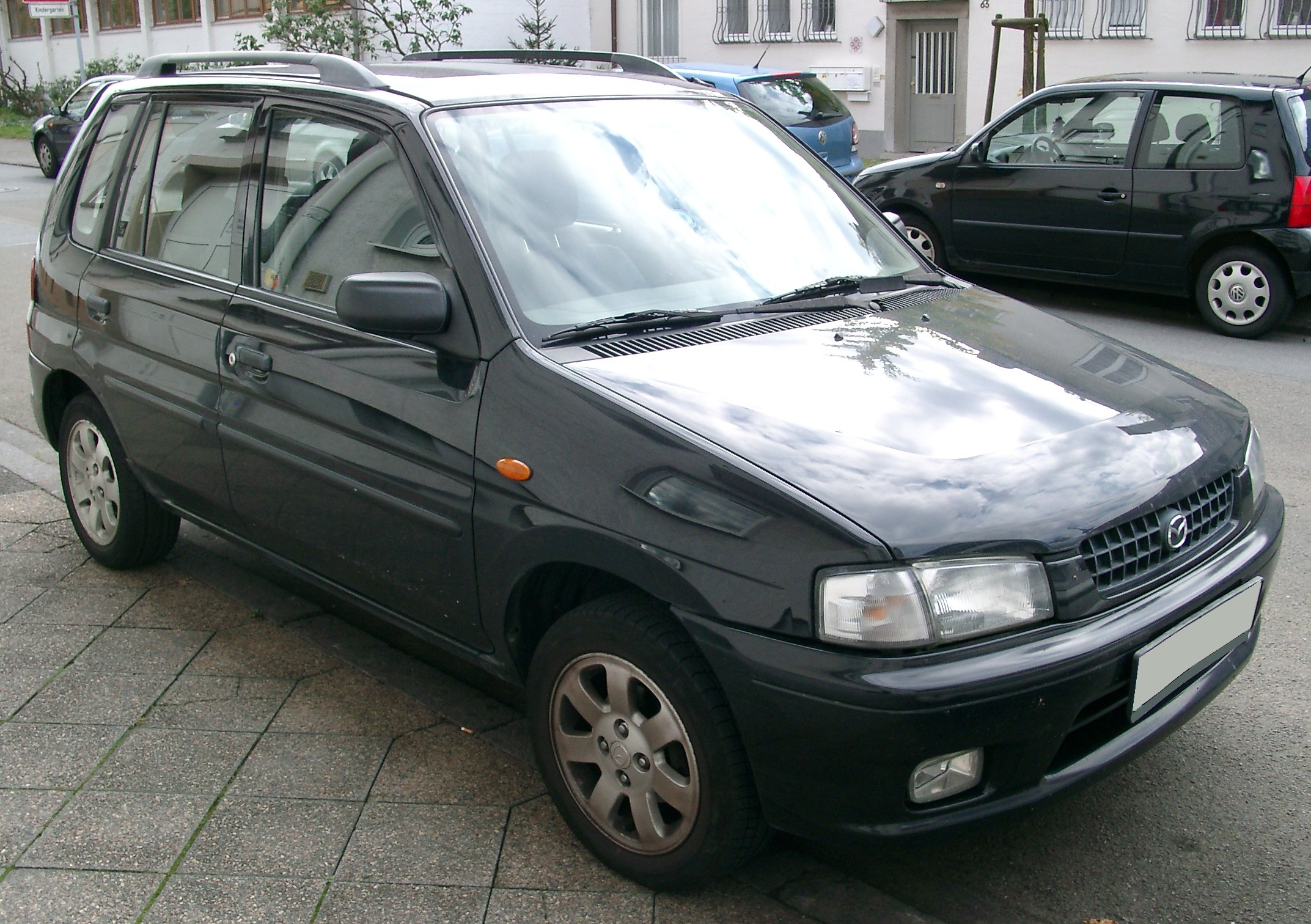
歐規車頭

### 第二代（2002年－2007年）
2002年3月 - 馬自達首先在日內瓦車展中展示一輛名為「MX Sport Runabout」的概念車，此輛概念車已接近量產階段，算是第二代Demio的雛型。
2002年8月7日 - 整個車種進行大改款。為了符合歐洲與北美洲的道路狀況，開發時特別針對高速行駛中的操控穩定性，以及風阻係數的改善作為設計主軸。雖然延續前一代「能廣泛使用的微型車輛」精神，但畢竟前一代是為了挽救公司危機而急就章開發出來，本代採用新開發的DY平台，動力部分延用前代的1.3L ZJ-VE型與1.5L ZY-VE型引擎，不過後期改採新型1.6L MZR引擎。驅動方式除了使用在全球市場的FF方式外，日本市場更推出由日產汽車技術合作的「e-4WD」四輪轉向系統。這是一種當駕駛者切換時，可由電動馬達驅動後輪的裝置，不過這套系統只是為了輔助循跡功能而已。
在日本，Demio共分三種車型：
- Casual：針對年輕夫妻之家庭。
- Cozy：針對單身年輕女性。
- Sport：則針對單身年輕男性。

在歐洲市場，馬自達2的動力配備了四種引擎：福特1.25L、16閥門的Sigma型引擎、馬自達的1.3L ZJ-VE型與1.6L ZM-DE型汽油引擎、以及1.4L Y4型柴油引擎。
2004年 - 馬自達在日本市場發表「馬自達Verisa」（（日語）マツダ・ベリーサ），它以馬自達2為基礎，但外觀、內裝、配備卻向上提升層次，以便瞄準比此級距更高一層的市場。
在日本，第二代Demio的廣告代言人是著名女演員伊東美咲，馬自達曾以她發表限量的特別仕樣車，以刺激銷售。
EuroNCAP（European New Car Assessment Programme）在2003年和2004年分別針對馬自達2進行撞擊測試，其中對成人乘員的保護性皆給予四顆星的評價（滿分五顆星）。

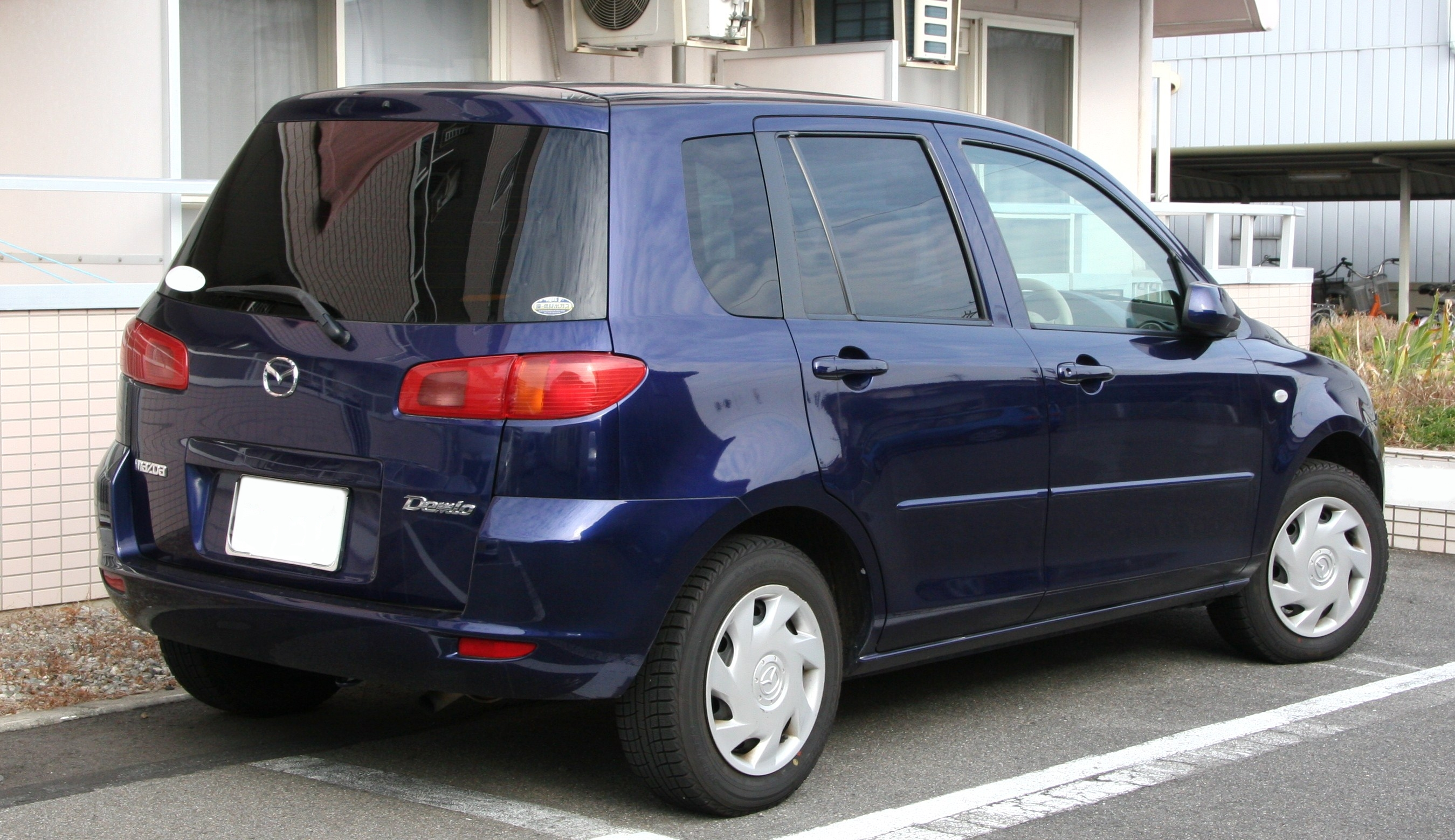
前期型車尾
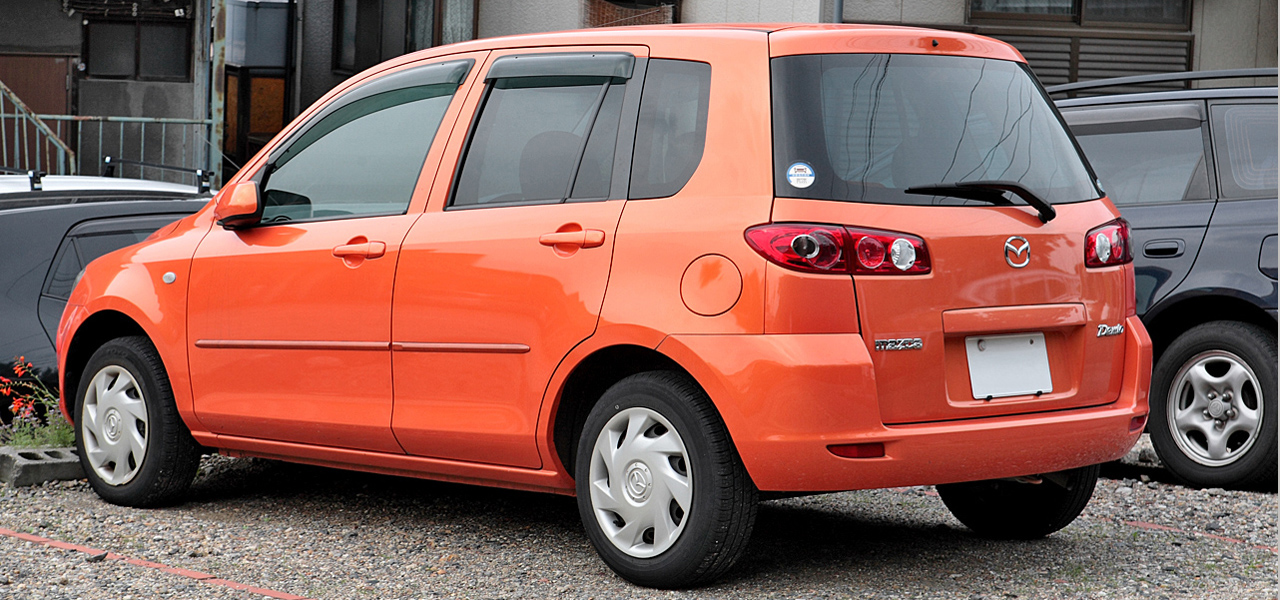
中期型車尾
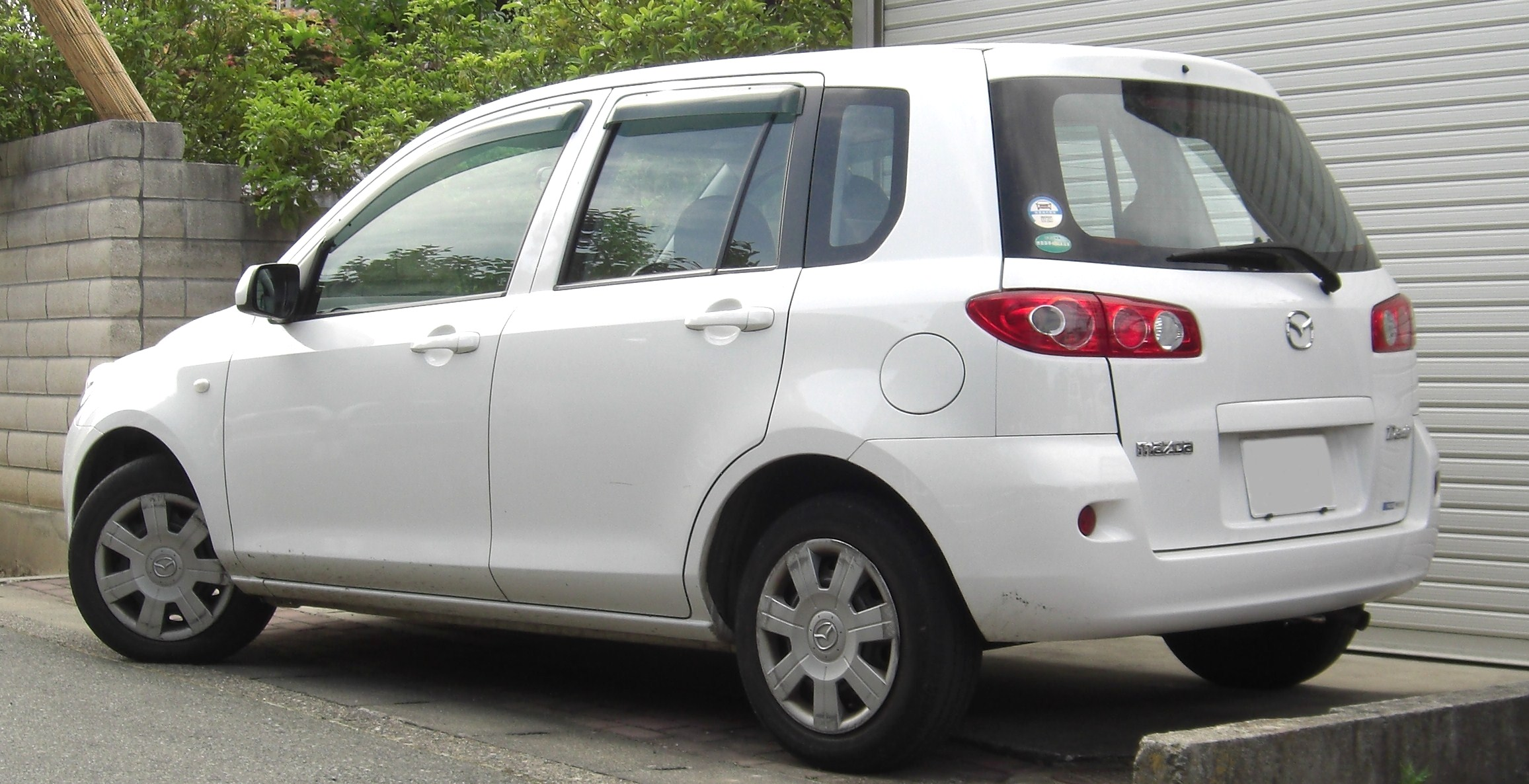
後期型車尾
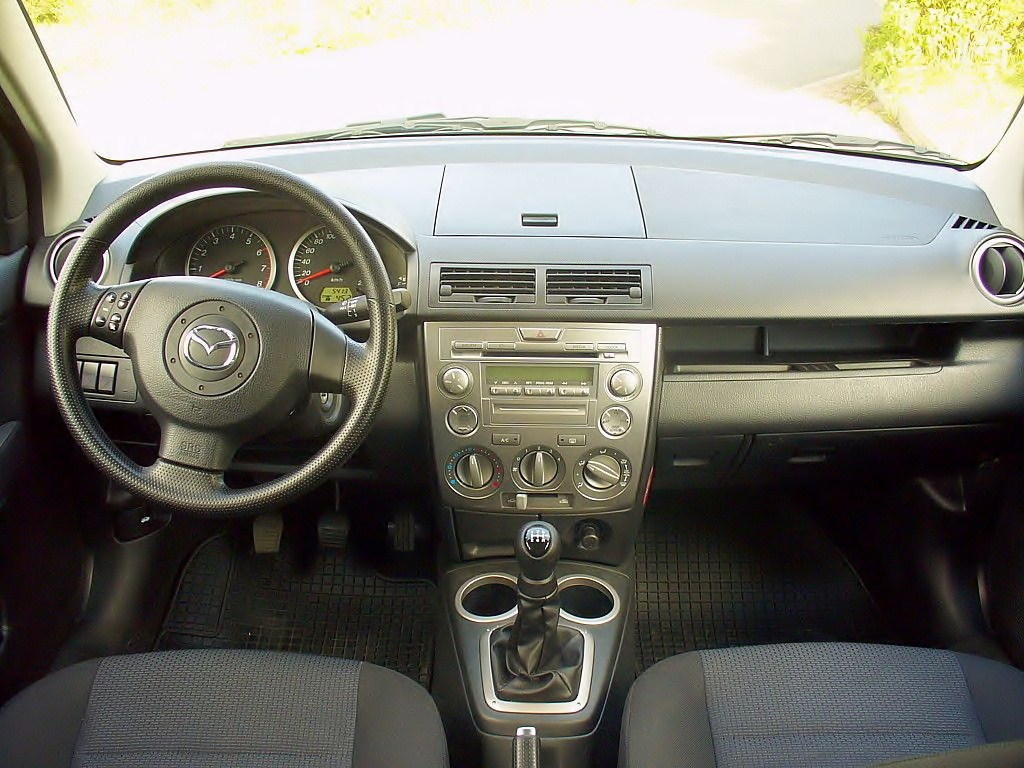
左駕版內裝
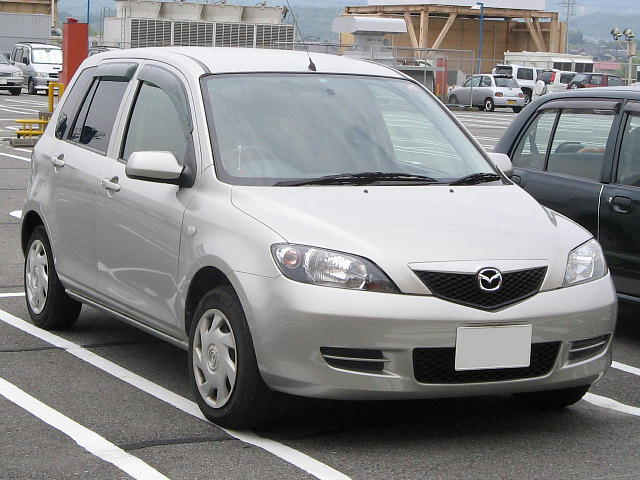
後期型車頭
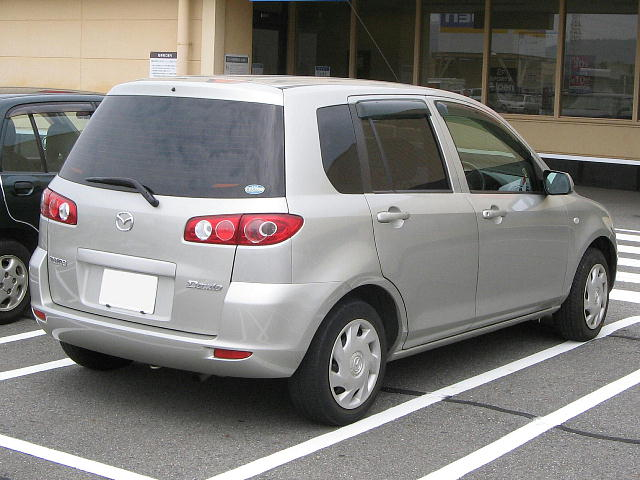
後期型車尾

### 第三代（2007年－2014年）
2007年 - 3月在日內瓦國際車展公開發表，7月於日本與北美洲上市，11月於中國與泰國上市。此代車型揚棄前二代比較方正的形狀，改採圓滑、多曲線設計。動力來自於1.3L直列四缸ZJ-VE型和1.5L直列四缸ZY-VE型的汽油引擎、1.4L Y4型和1.6L Y6型的柴油引擎（歐洲市場），日本地區甚至有配備1.3L ZJ-VEM型米勒循環引擎的版本。變速系統則有五速手排、四速自排、CVT（限日本與香港地區）、七速CVT（限日本地區）等選項。
在中國，馬自達2由長安福特汽車進行國產化，目前在南京工廠生產。該市場共推出6種車型、7種顏色可供選擇，比日規版少了7種顏色（日本先後推出14種顏色），不過在中國版的馬自達2是全世界唯一提供天窗的。另一個特殊車型是勁翔，這是專門針對消費者需求而開發的。2008年4月2日首度發表此車款，除了在C柱後方多出一截後車廂，各項動力性能設定均與馬自達2掀背車型相同。勁翔共推出7種等級，但僅有6種上市發表而已。
在臺灣，日本原裝進口的馬自達2於2008年5月引進，僅提供1.5L ZY-VE型一種引擎，依配備區分為尊貴型、頂級型、Sport型等三種，共有5種車色可供選擇，但現時只提供自排變速箱作選擇。由於與日本同為右駕車的關係，香港為兩岸三地中最早引入馬自達2的地區，全車均由日本原裝進口。初期只有1.5L Urban、1.5L Freeway及1.5L Manual三種版本，直至2009年才引進1.3L CVT版本，先後共推出14種車色供選擇。
2007年 - 11月14日榮獲2008年度第17屆RJC年度風雲車（（日語）RJCカー・オブ・ザ・イヤー）大獎；同月19日則榮獲歐洲年度風雲車（European Car of the Year；ECOTY）第二名。
2008年 - 3月20日獲得2008年度世界年度風雲車（World Car of the Year Awards；WCOTY）大獎。
2011年 - 6月30日小改款於日本境內推出，其中「13-SKYACTIV」車型導入新世代的1.3L直列四缸DOHC P3-VPS型引擎，採最新研發之創馳藍天技術，壓縮比高達14.0：1，結合DISI（Direct Injection Spark Ignition的縮寫）缸內直噴、EGR（Exhaust Gas Recirculation的縮寫）冷卻廢氣循環、Dual S-VT雙可變氣門正時和i-Stop怠速熄火系統等技術。在搭載CVT無段自動變速箱的情況下，依日本10-15模式測試可達到30km/L的平均油耗表現。同年11月18日，該具引擎獲得2012年第21屆RJC年度風雲車年度最佳技術獎；12月5日「13-SKYACTIV」車型則奪得日本年度風雲車特別獎。
EuroNCAP（European New Car Assessment Programme）在2007年針對馬自達2進行撞擊測試，其中對成人乘員的保護性給予滿分五顆星的評價。而美國公路安全保險協會（Insurance Institute for Highway Safety）針對2011年式的馬自達2作撞擊測試，其中車頭與車頂撞擊獲得「良好」（Good）的評價，車側與車尾擊暨乘員頸部防護則獲得「可接受」（Acceptable）的評價。自IIHS實施車輛安全測試新制度以來，馬自達2繼福特Fiesta以來獲得「良好」（Good）的綜合安全評價。

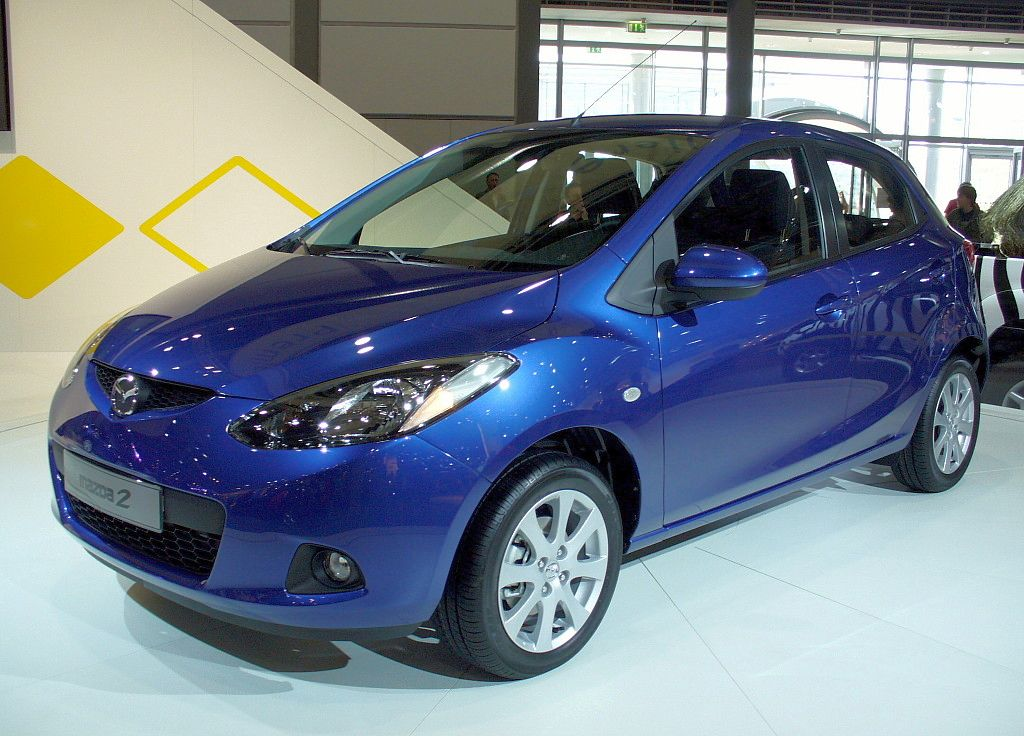
第三代馬自達2
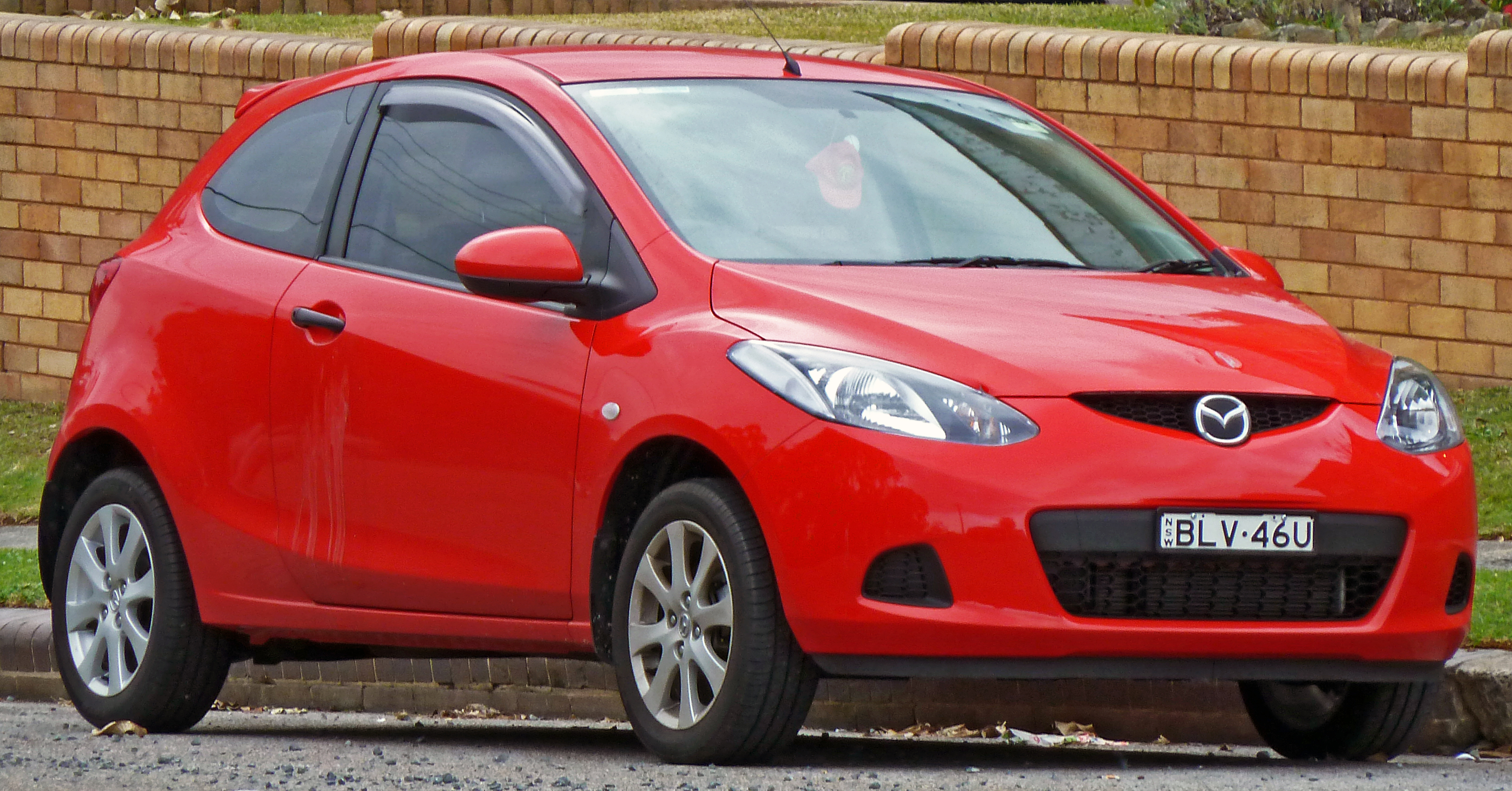
僅售歐洲地區的三門掀背車型
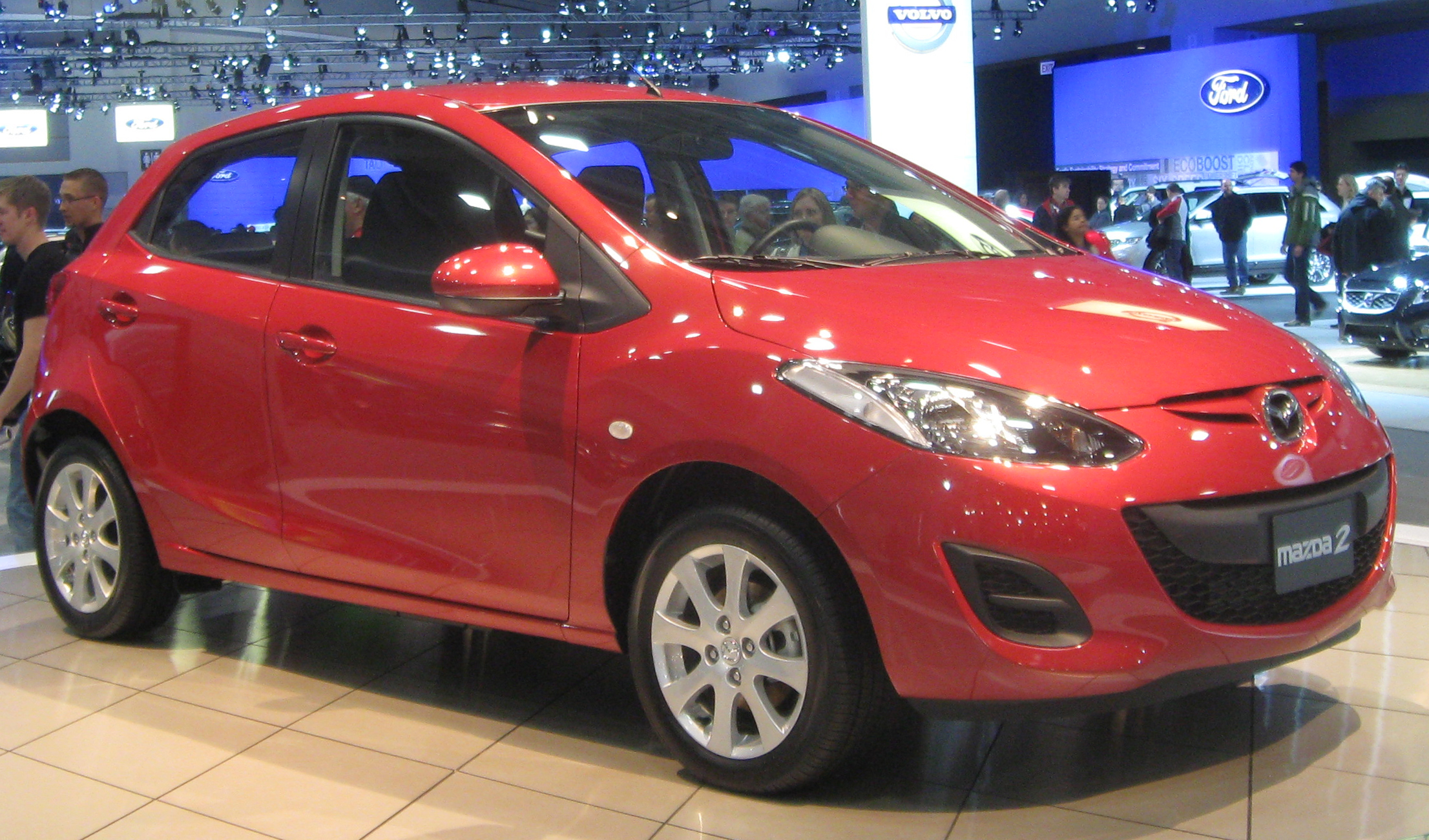
美國地區2011年式
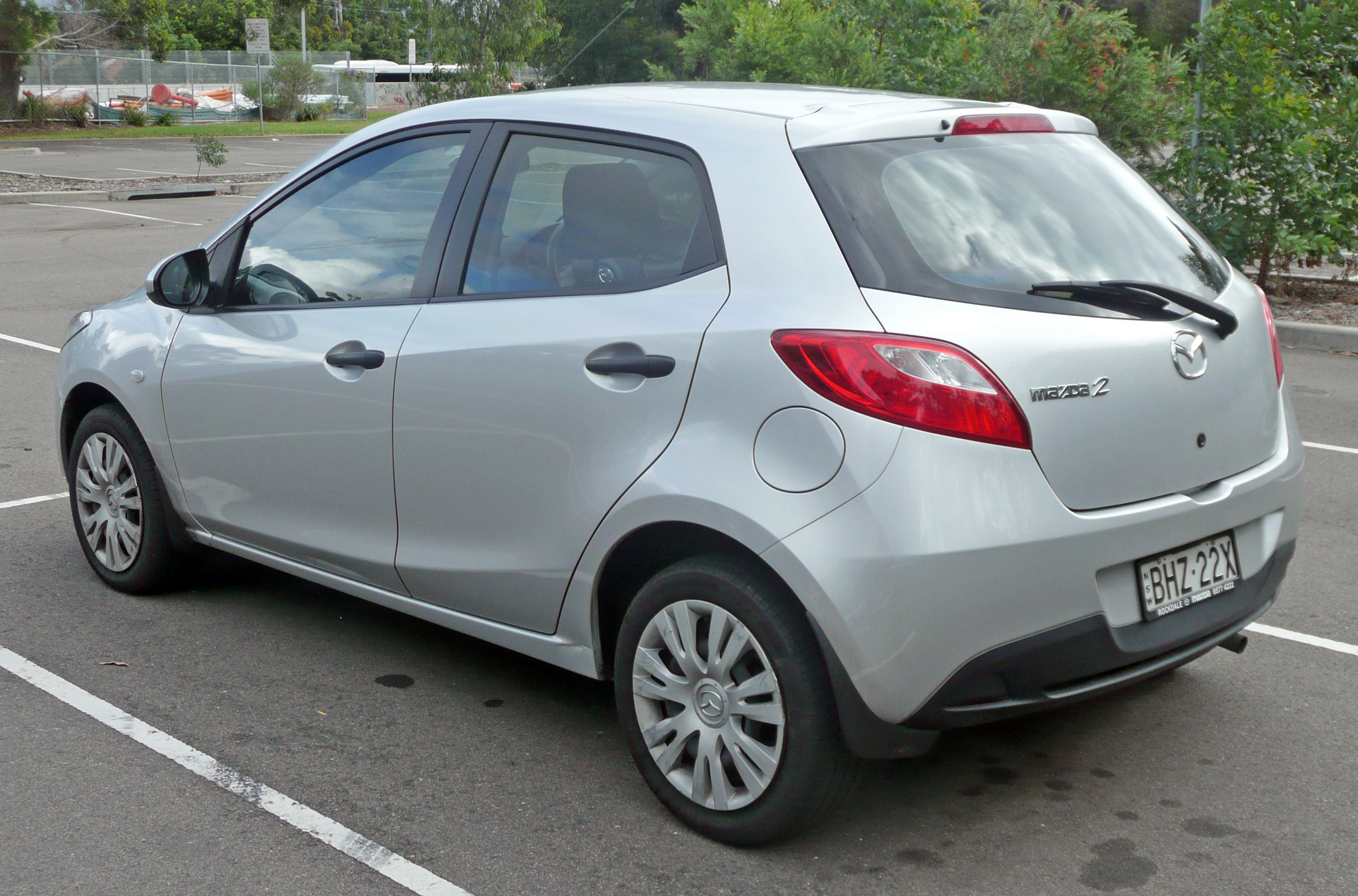
澳洲版車尾
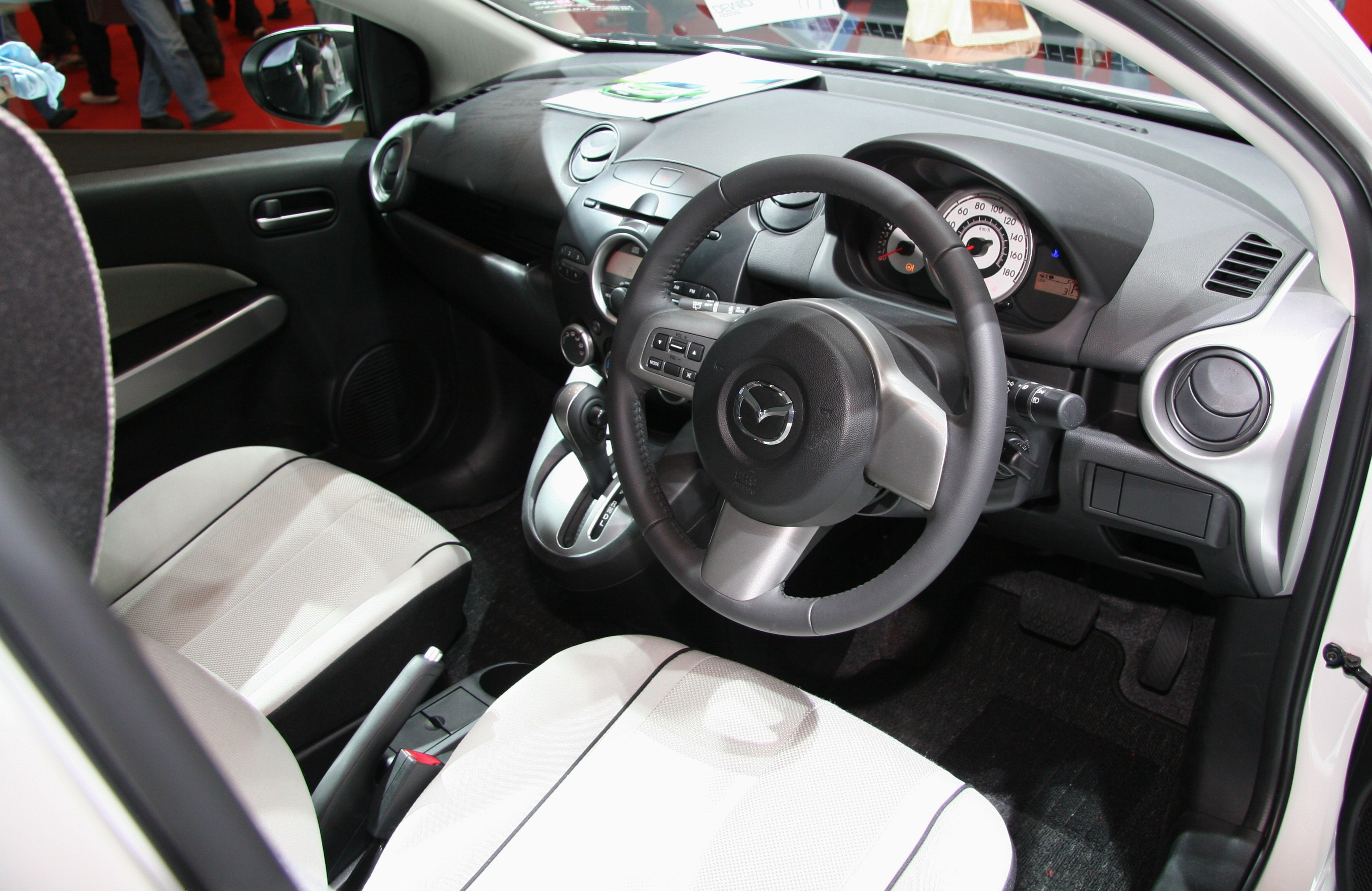
日規右駕版內裝
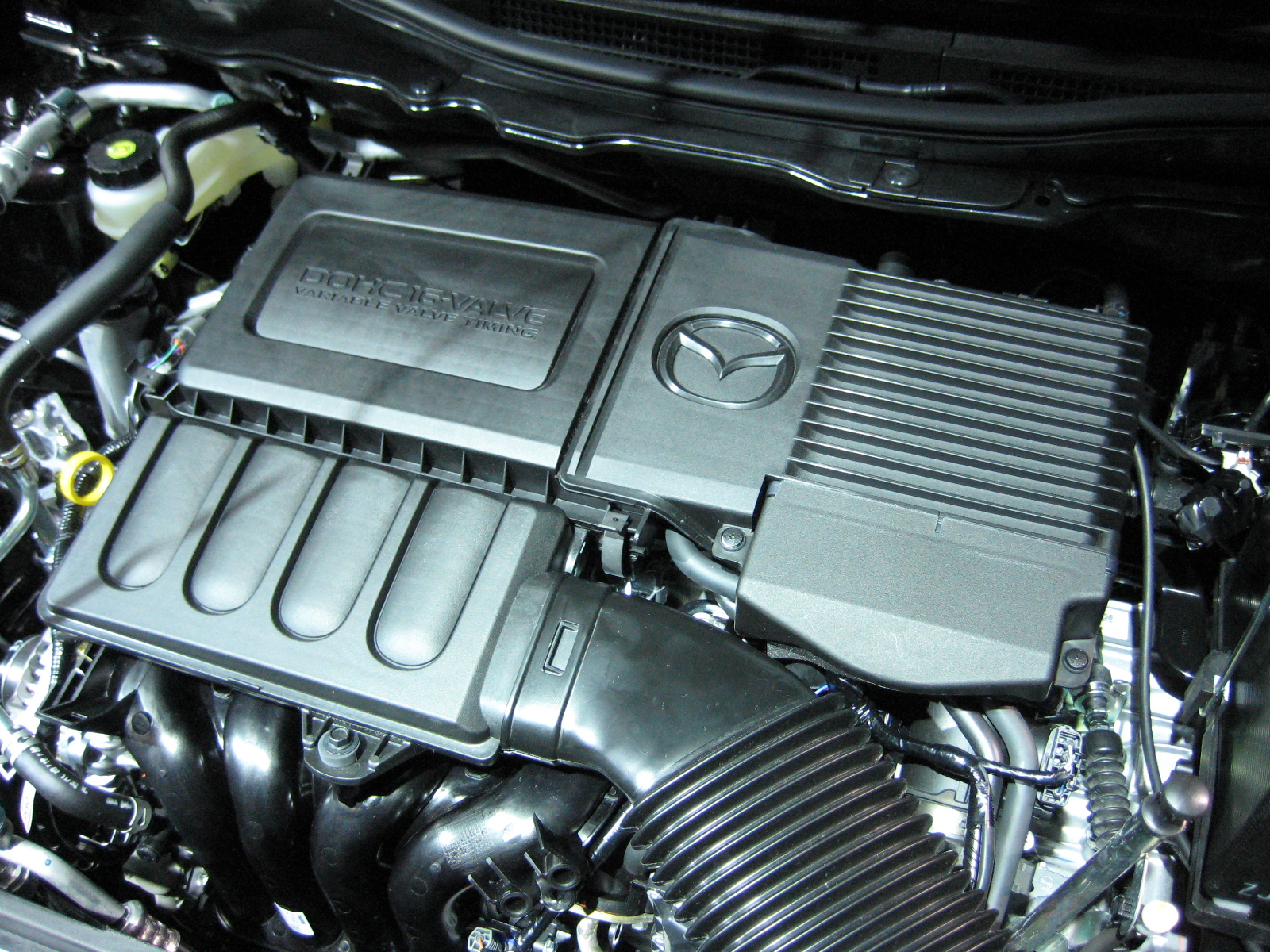
第三代馬自達2 ZY-VE引擎
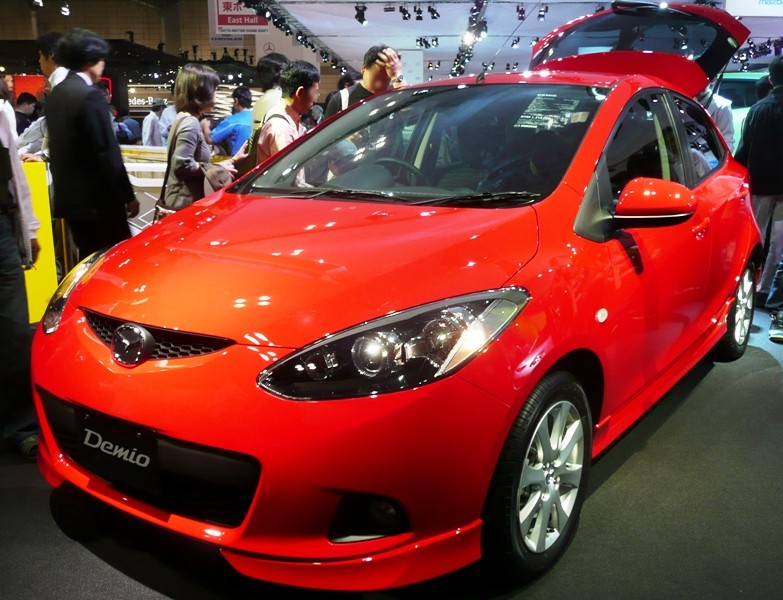
2007年東京車展上的第三代馬自達2
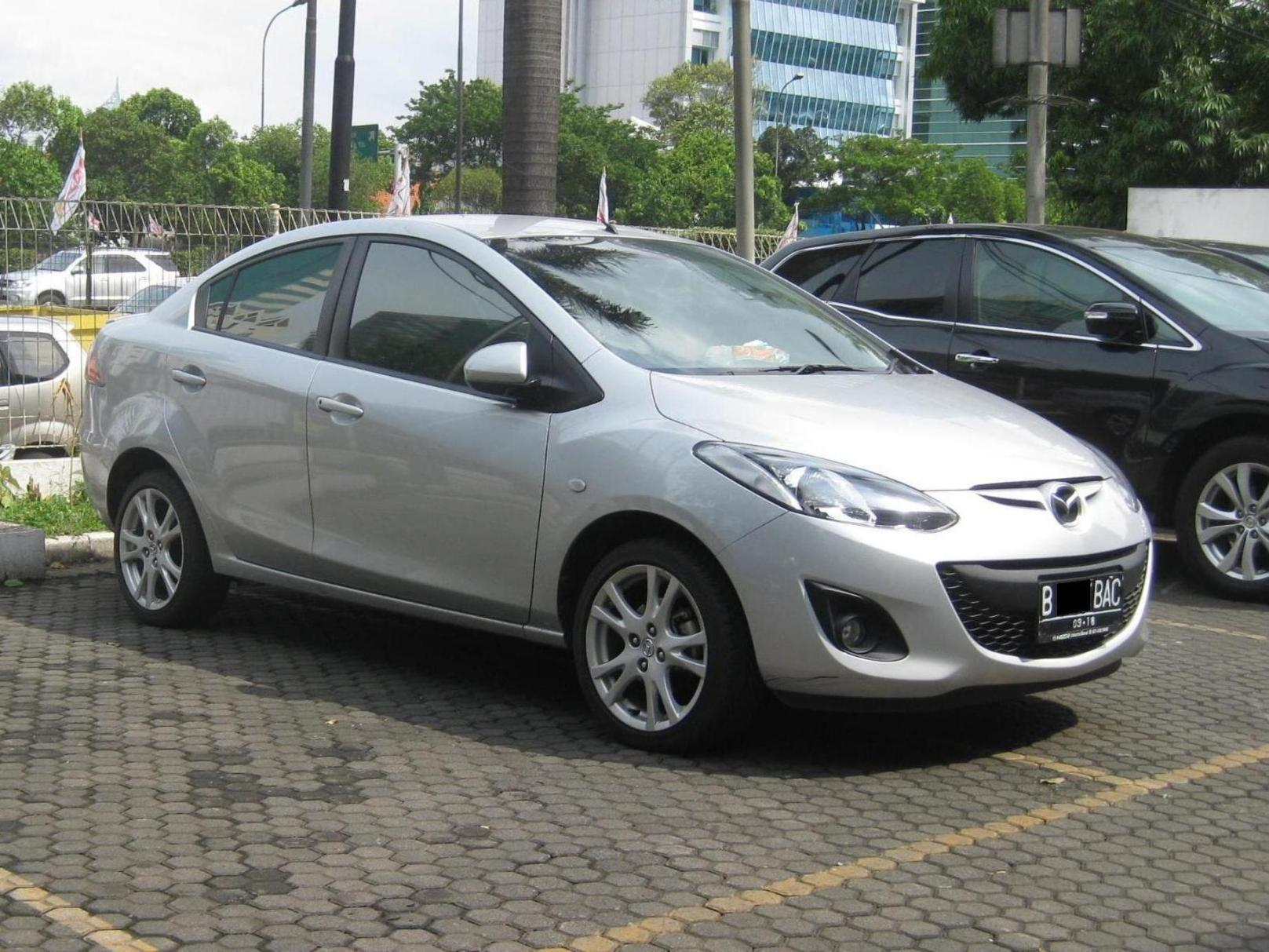
印尼的四門三廂轎車型
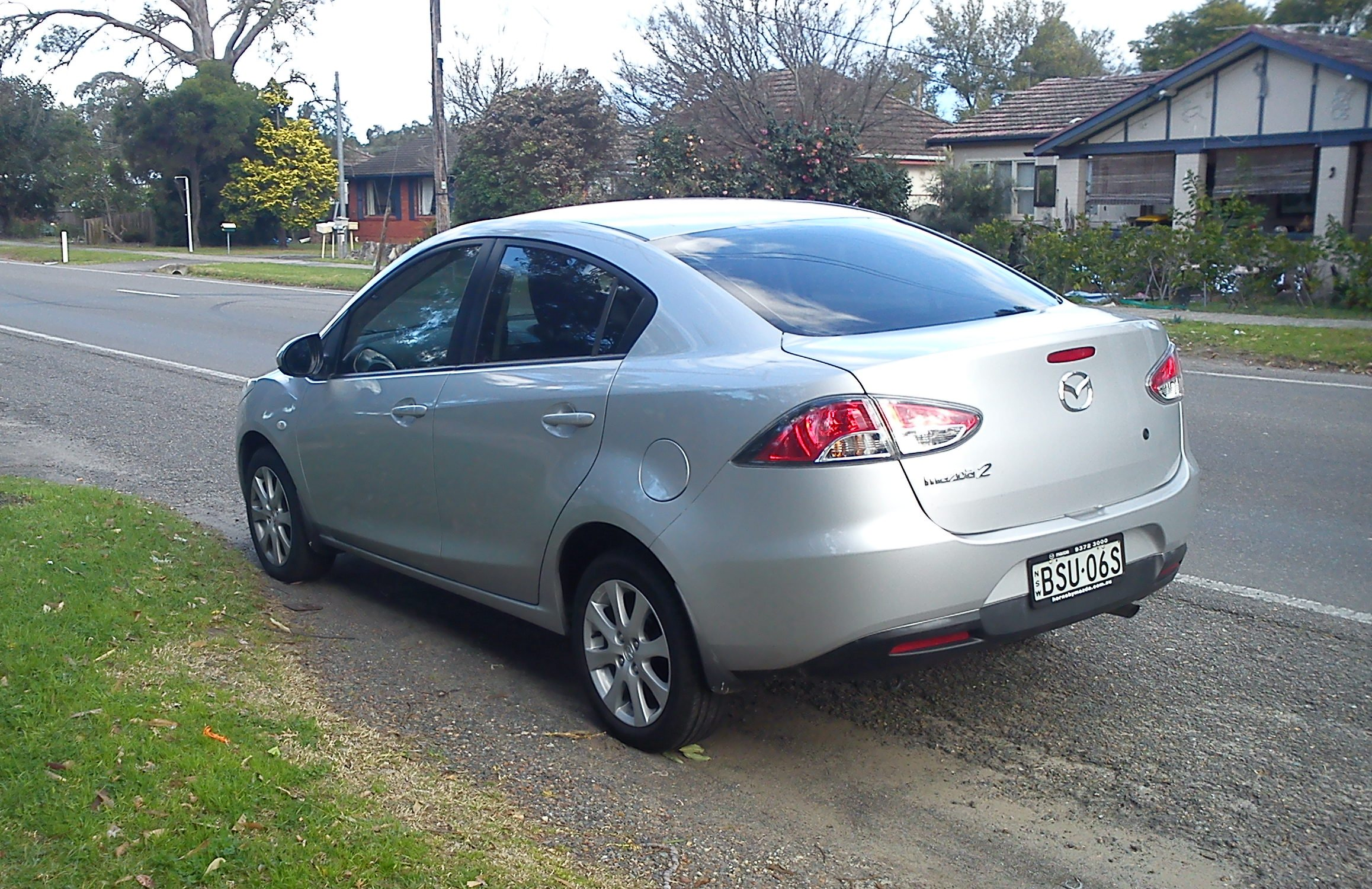
澳洲的四門三廂轎車型

### Demio EV（2012年迄今）
2012年 - 7月6日馬自達宣布10月將推出名為「Demio EV」的純電動車，採前輪驅動之配置。動力系統捨棄了傳統的內燃機，改採一具可輸出最大馬力102hp / 5,200-12,000rpm、峰值扭力15.3kgm / 0-2,800rpm的永磁同步三相交流馬達，搭配單速變速箱，附Eco節能模式及Ch強制回充模式。為了調整車身配重，346V/20kWh鋰離子電池模組安置於車身底部，達到60:40的前後車輪配重。同時重新使車體輕量化，車重僅有1,180公斤，搭配煞車動能回收系統，經日本JC08模式的測試可提供約200公里的續航距離，耗能表現則為100Wh/km。若以AC200V/15A充電，需耗費8小時充飽，但以CHAdeMO快充模式則可於40分鐘充滿八成的電量。該公司預計同年10月先於中國地方以限定100輛的方式販售給地方政府機關、公司行號等使用，同年10月4日先購入第一輛的是廣島縣政府。
2013年 - 由於僅200公里的續航能力略嫌不足，12月原廠發布以一具330c.c.單轉子引擎結合可連續定格出力20kW（約27.2hp之馬力）的發電機，以致多出約180公里的續航里程。為了置放單轉子引擎、發電機與9公升油箱，必須犧牲後行李廂的空間。

### 第四代（2014年迄今）

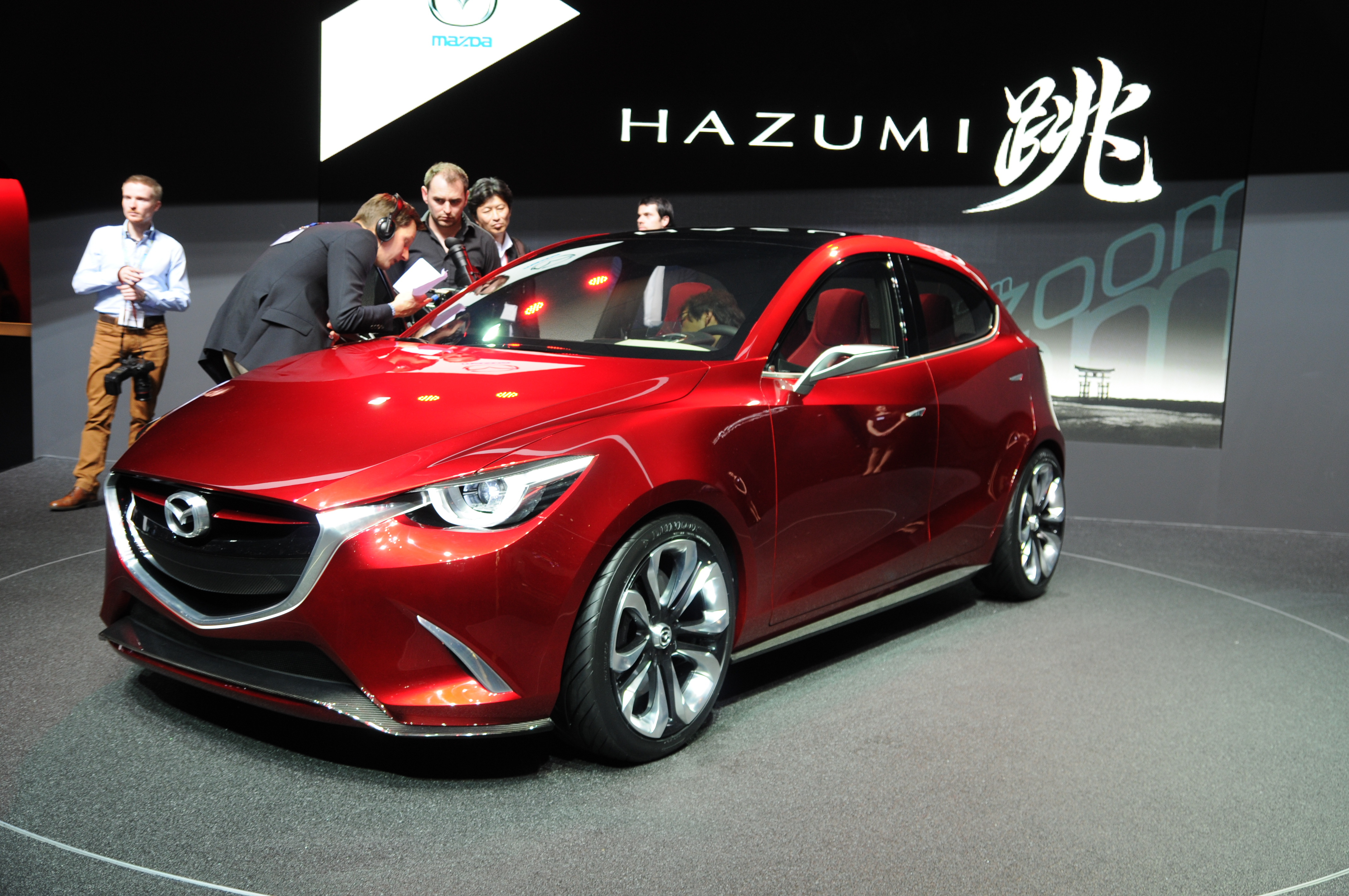
Hazumi概念車

2014年 - 2月21日原廠於日內瓦車展公開「Hazumi跳」概念車，7月17日於日本宣布第四代大改款的Demio問世，並計劃在秋季開始交貨，同時也將在巴黎車展展出。承續家族「魂動 - Soul of Motion」的設計語彙，左右兩側各有一條折線從引擎蓋延伸至葉子板、車門、尾燈及尾門，魚眼大燈組則由環狀晝行燈環繞。軸距從原先2,490mm延長成2,570mm，車高及車長亦加大，A柱向前挪移100mm以換取更開闊的行車視野。除了「SKYACTIV-BODY」車體、前麥弗遜懸吊和後拖曳臂懸吊的「SKYACTIV-CHASSIS」底盤外，六個安全氣囊、i-Stop怠速熄火系統、i-ELOOP動能回收系統、i-ACTIVSENSE、HLA上坡起步輔助系統、BSM盲點偵測系統等配備則視等級不同而搭載。
至於動力編成部分，除了1.3L直列四缸DOHC P3-VPS型汽油引擎外，另有新研發的1.5L直列四缸DOHC S5-DPTS型、S5-DPTR型渦輪增壓柴油引擎；而後二者之差異在於S5-DPTR型與i-ELOOP動能回收系統做連結，可提升燃油經濟性。P3-VPS型汽油引擎可輸出最大馬力92ps / 6,000rpm、扭力峰值12.3kg・m / 4,000rpm，而S5-DPTS型和S5-DPTR型柴油引擎在渦輪增壓器的加持下可輸出最大馬力105ps / 4,000rpm、最大扭力25.5kgf·m / 1,500-2,500rpm。1.3L汽油引擎可搭配五速手排或六速自排變速系統，1.5L柴油引擎則配合六速手排或六速自排變速箱。同年9月17日宣布在旗下泰國汽車聯盟公司（AutoAlliance Thailand之暫譯，縮寫成AAT）投產，初期外銷目標為澳洲市場，再逐步擴大至東協各地市場。
2015年 - 和日本同為右駕的關係，第四代馬自達2自1月2日起正式引進香港。動力心臟為1.3L直列四缸DOHC P3-VPS型引擎，搭配六速手自排變速箱，依配備不同區分成三種車型。4月23日日本當地發表二款特別仕樣車：「Mid Centry」及「Urban Stylish Mode」。前者乃以「13S L Package」和「XD Touring L Package」二種車型為基底，加上紅色系為主的內裝、防紫外線玻璃、整合CD/DVD/衛星電視之多媒體系統、前座座椅加熱功能等配備，並具有金屬銀、暗米白及亮米白等三種特殊車色；後者則以「13S」和「XD」二種車型為基底，內裝座椅為粉紅、銀、黑、白條紋混合，外觀塗裝則有米白、粉紫等五色，另有整合CD/DVD/衛星電視之多媒體系統、免鑰匙感應門鎖系統（keyless entry system）、自動空調系統、BSM盲點偵測系統、防紫外線玻璃、前座座椅加熱功能等裝備。
同年8月27日馬自達英國分公司宣佈推出「Sport Black Special Edition」特仕車，包含前後下擾流板、側裙與尾翼等空力套件、輪胎和輪框升級成16吋、新增自動啟閉頭燈及自動感應式雨刷等功能，另可加價選配彩色貼紙外觀與黑色後視鏡。至於1.5L直列四缸DOHC P5-VPS型引擎和五速手排變速箱，則沒有更動。
同年9月11日台灣馬自達汽車正式引進由泰國AutoAlliance Thailand製造的第四代馬自達2，動力心臟為1.5L直列四缸DOHC P5-VPS型引擎，可輸出107ps / 6,000rpm的最大馬力、14.2kg·m / 4,000rpm的最大扭力，搭配六速手自排變速箱。區分成三個等級，全車系標準配備具有ABS防鎖死煞車系統、EBD煞車力道分配系統、BAS煞車力道輔助系統、TCS循跡控制系統、DSC車身動態穩定系統、TPMS胎壓偵測系統、HLA上坡輔助系統與ESS緊急煞車警示系統、ISOFIX兒童安全座椅固定系統等。中階和頂級車型則配備六具安全氣囊、7吋螢幕、16吋鋁圈、電子恆溫空調系統等，接單生產的頂級車型則增加LED頭燈和晝行燈、Smart Keyless免鑰匙感應門鎖系統、真皮座椅等。
2016年 - 1月15日實施部分改良，1.5L柴油版配置「Natural Sound Smoother」降噪技術、1.3L汽油版加裝隔音板來改善靜肅性，改良電子式動力轉向系統提升操控安定性，駕駛座和助手席新設三段式加熱功能，追加「13S Touring」車型等。此外，發售「Black Leather Limited」特仕車，具備專屬黑色內裝、CD/DVD及數位電視等功能之影音設備等。
同年9月1日，英國市場推出限量400部的「Red Edition」特仕車，包含專屬珠光白及雲母黑車色、特殊塗裝紅色的全車空力套件、15吋鋁合金輪框等，內裝的內車門、中控台、冷氣出風口飾板亦為特殊塗裝紅色，全車座椅採紅色絨布包覆。
同年11月17日實施部分改良並推出「Tailored Brown」特仕車，更換水箱罩、具備自動啟閉及遠近光切換功能的ALH LED頭燈及晝行燈、內裝座椅等，並新增車色達11種之多。i-Activsense輔助系統整合SBS智慧型煞車輔助（Smart Brake Support）、MRCC雷達定速巡航（Mazda Radar Cruise Control）、SCBS都會智慧輔助煞車（Smart City Brake Support）等多項功能，而且繼馬自達3、馬自達6後導入G力導引控制技術（G-Vectoring Control，G-ベクタリング コントロール，簡稱GVC），以控制動力輸出來提升底盤表現，駕駛者轉動方向盤時引擎驅動的扭力方向會隨著變化。「Tailored Brown」特仕車之內裝採用黑、褐色的麂皮包覆，搭配碳纖維飾板、橘色車縫線滾邊、出風口飾環等，椅面也採用菱格紋式樣。
2017年 - 4月20日日規Demio將「i-ACTIVSENSE」列入標準配備，具備SCBS-F前行煞車輔助、BSM盲點偵測系統、RCTA後車警示等功能。5月2日台灣馬自達引進具備G力導引控制技術的馬自達2，並且全車系標配倒車攝影機、自動收折後視鏡與LED後視鏡方向燈。

#### 得獎紀錄
2014年10月13日日本年度風雲車執行委員會宣布2014年第35屆日本年度風雲車大獎由Demio獲得，同年11月4日獲頒2014年度優良設計獎；2015年3月31日獲得德國紅點設計大獎。

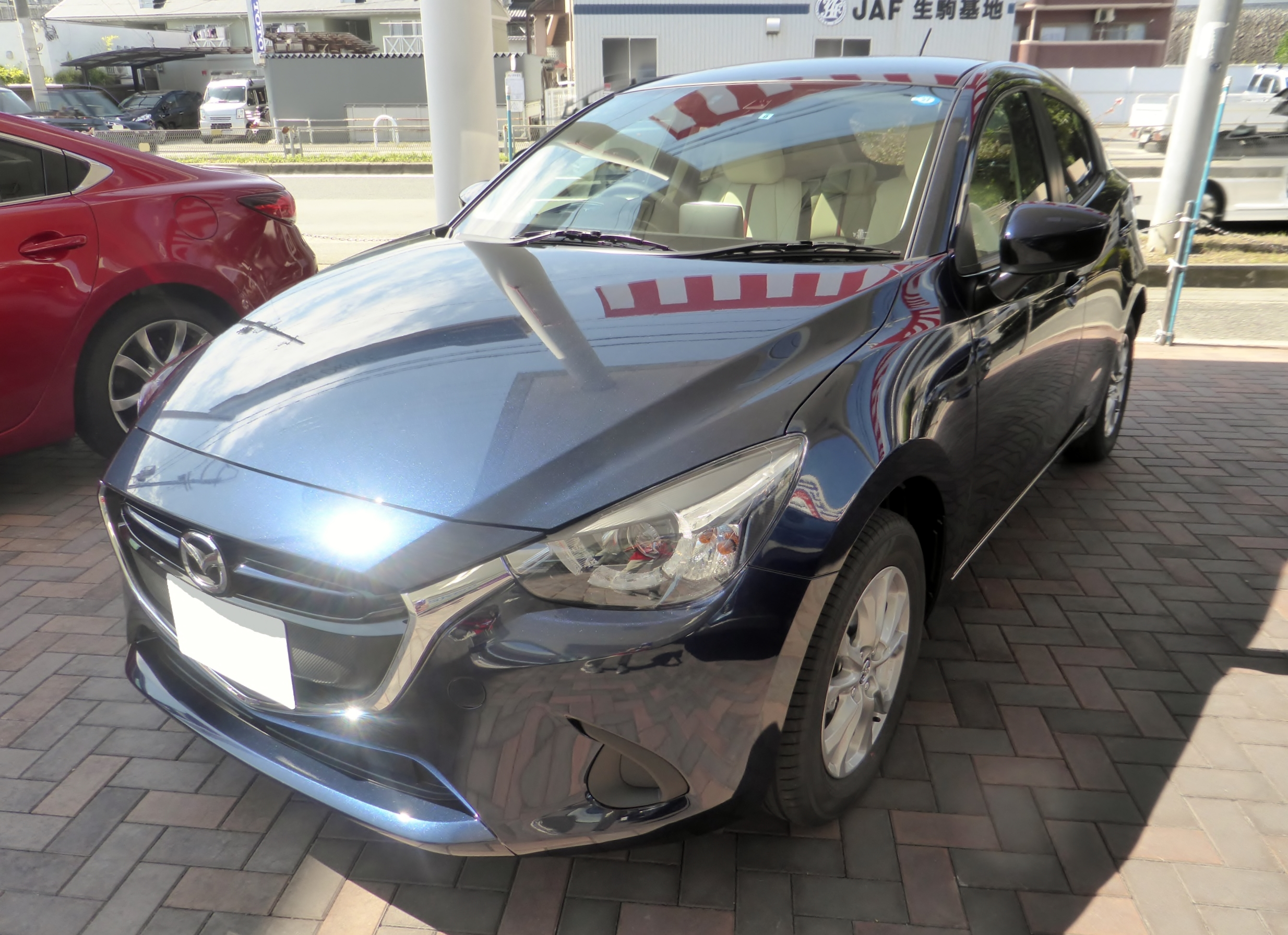
日規車頭
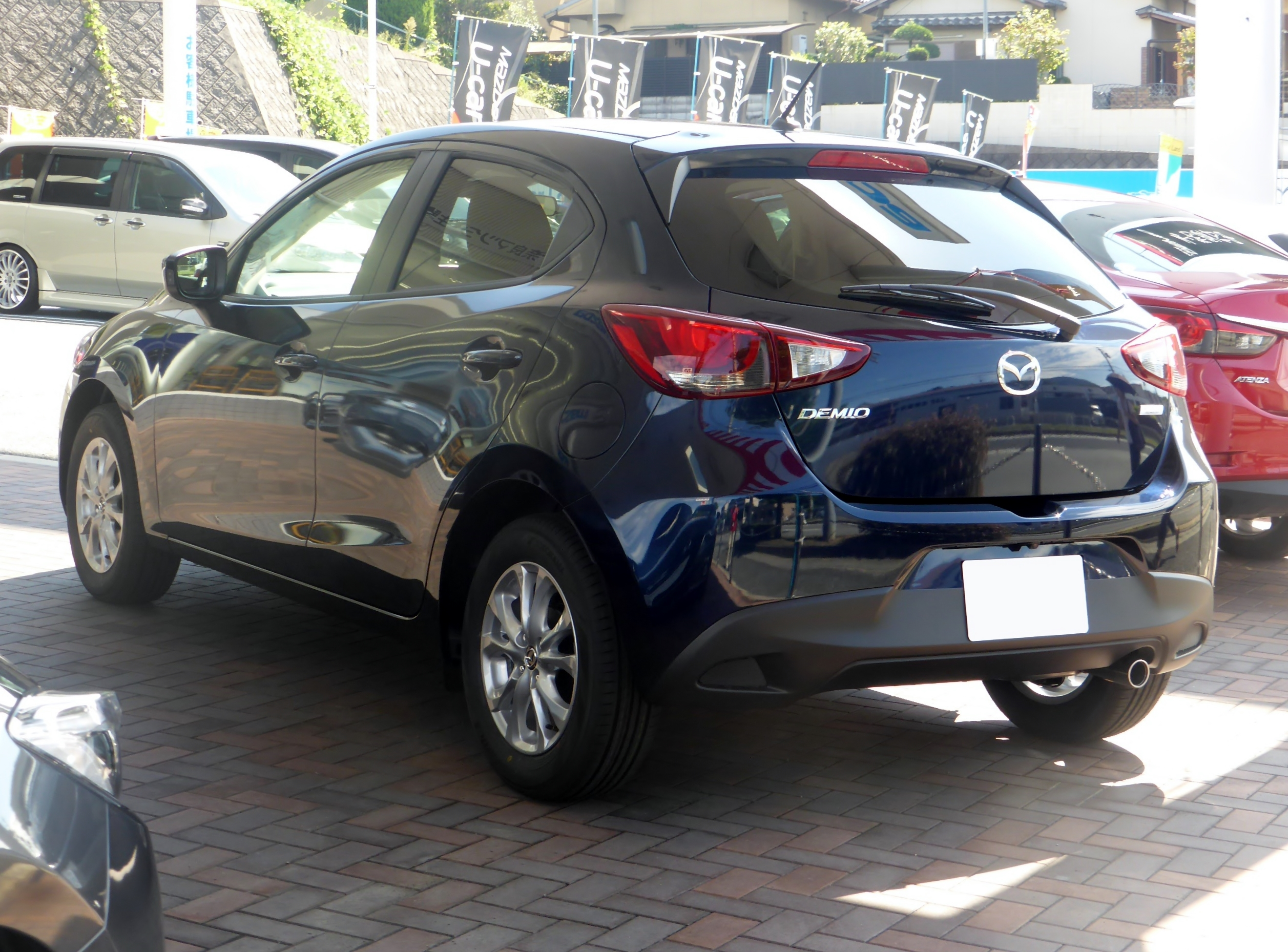
日規車尾
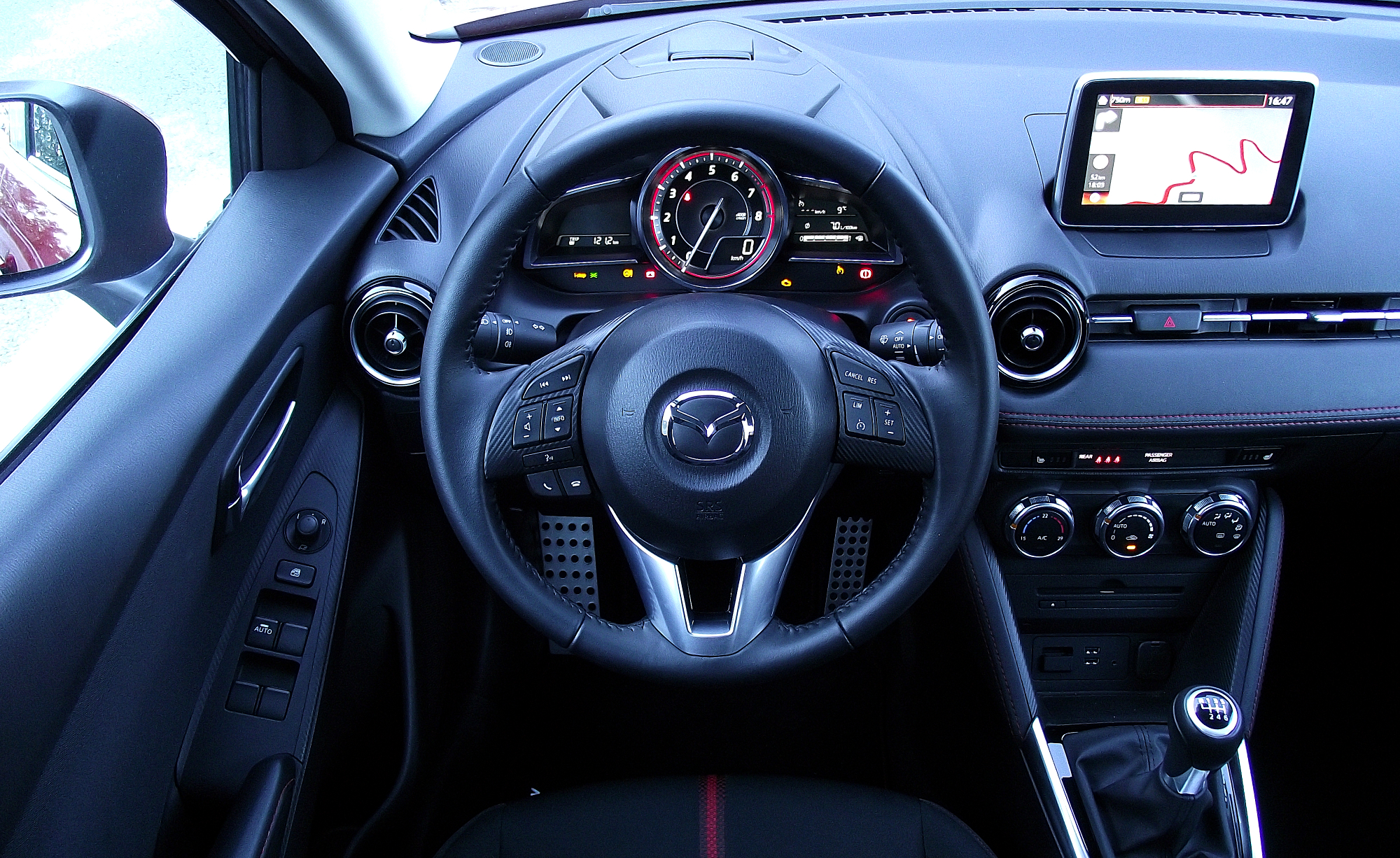
歐規內裝
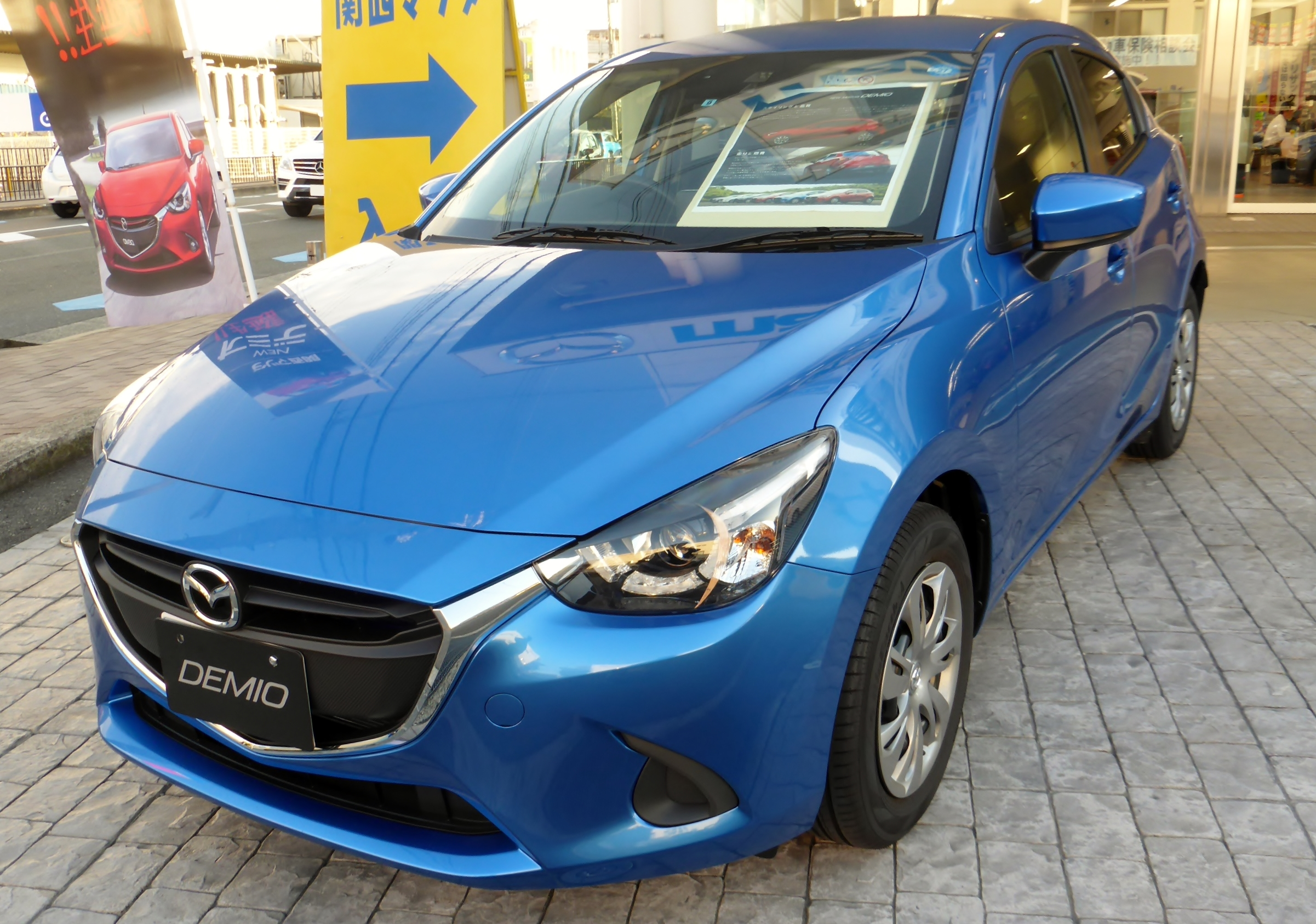
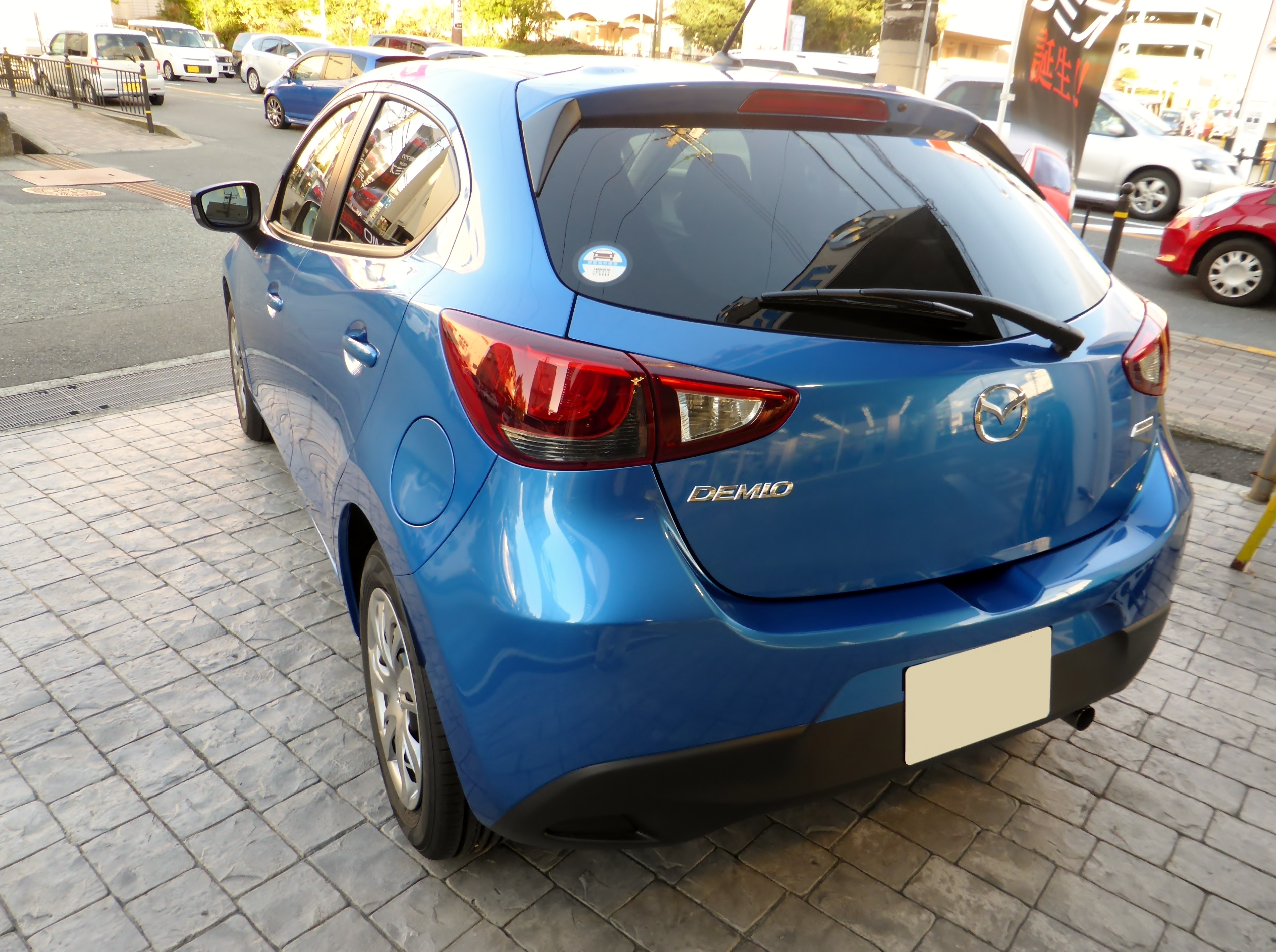
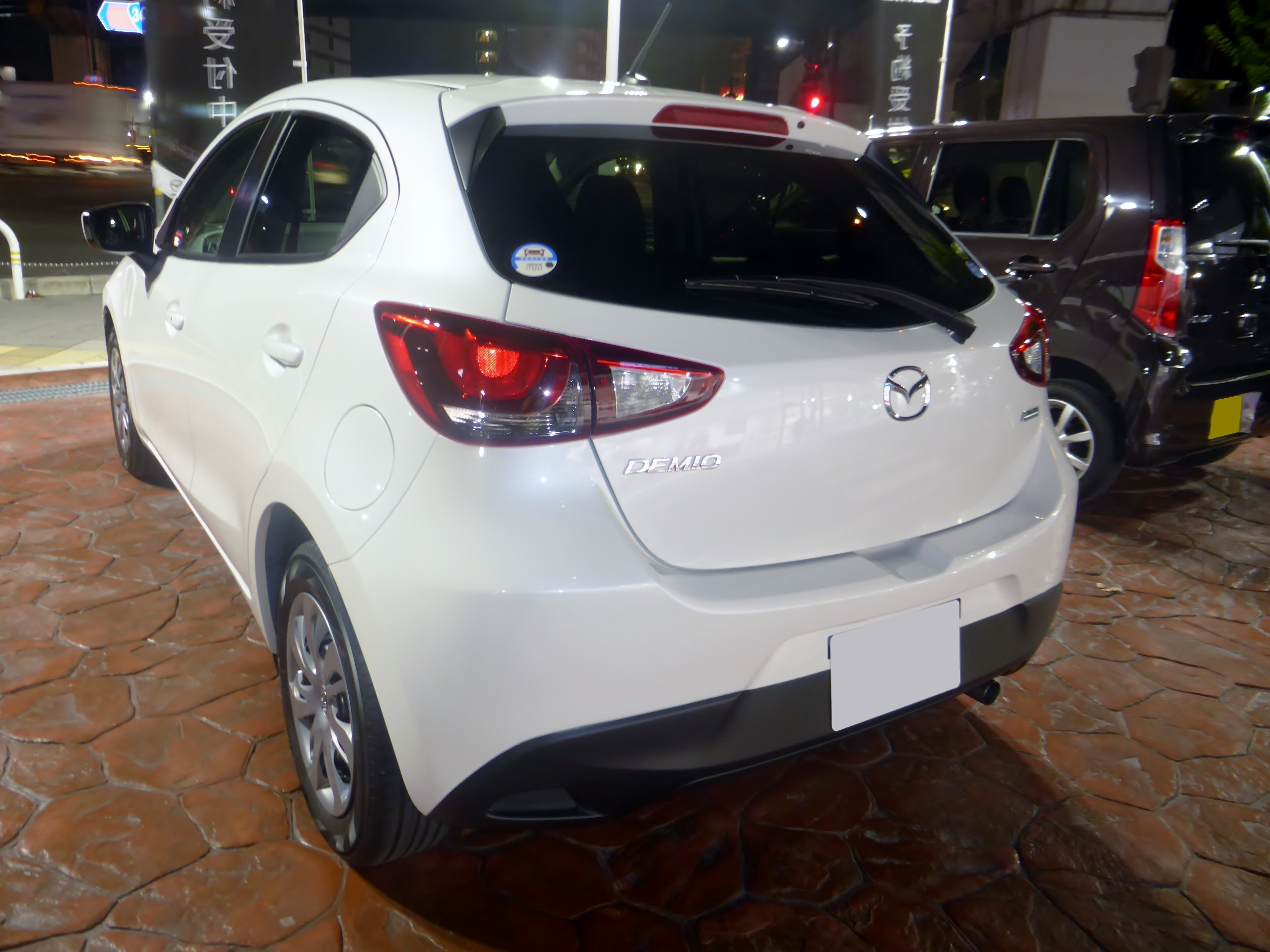
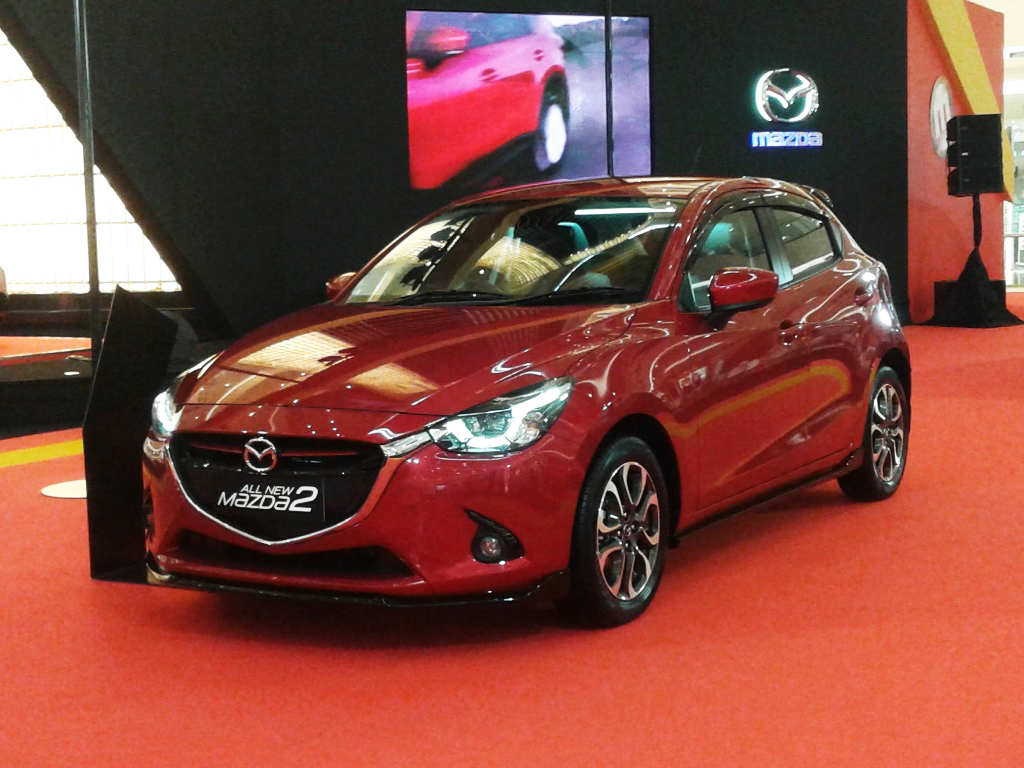
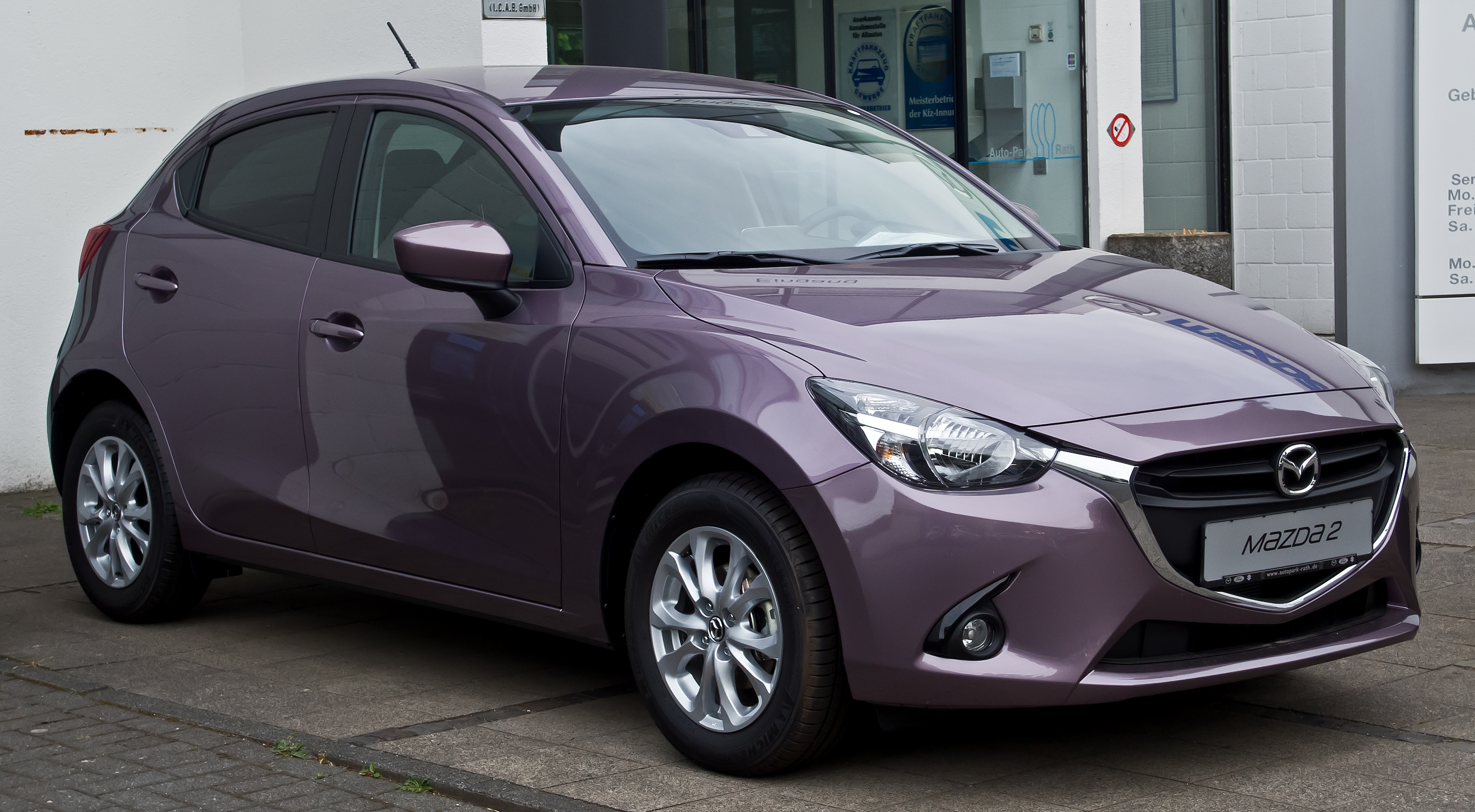
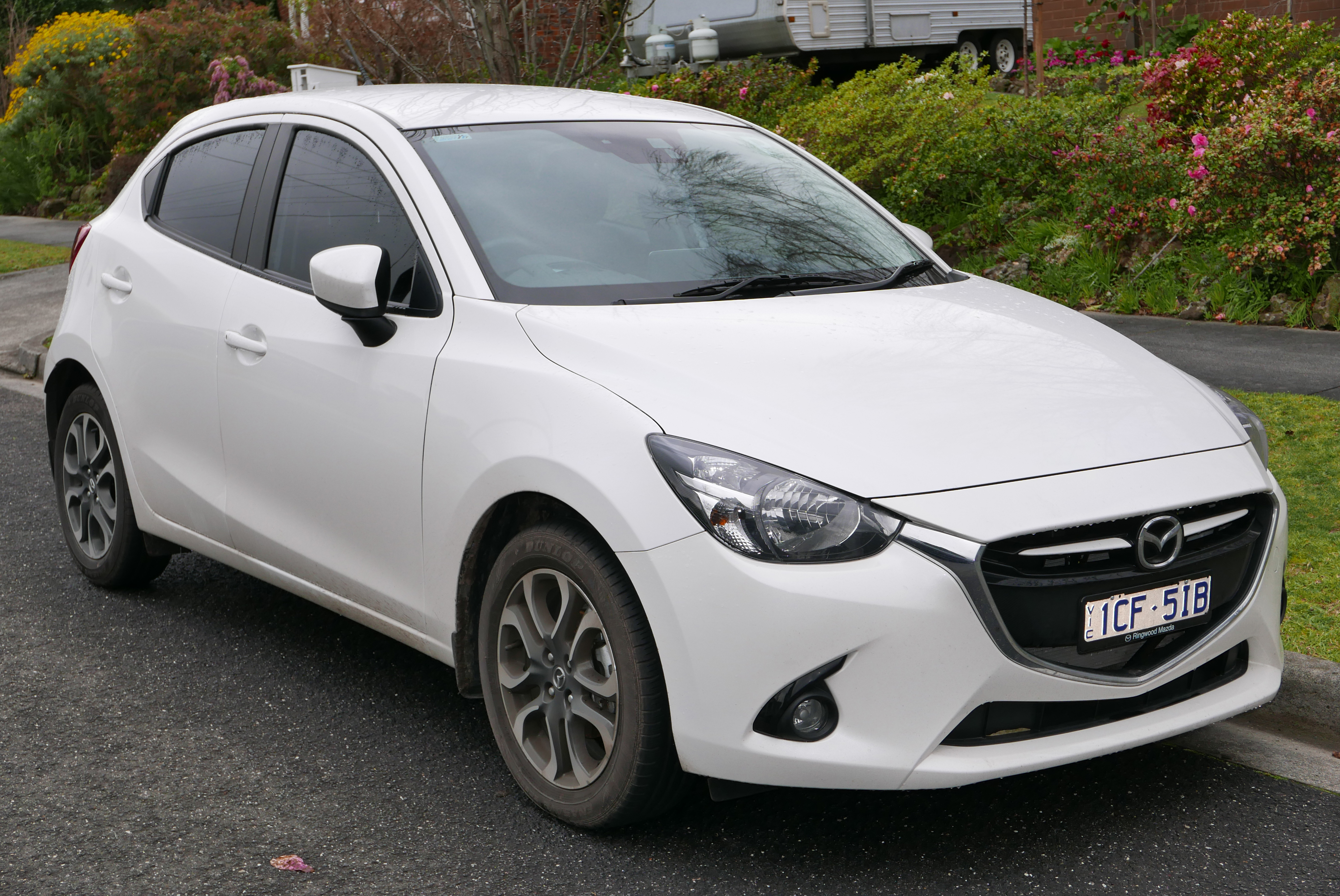
澳規車頭
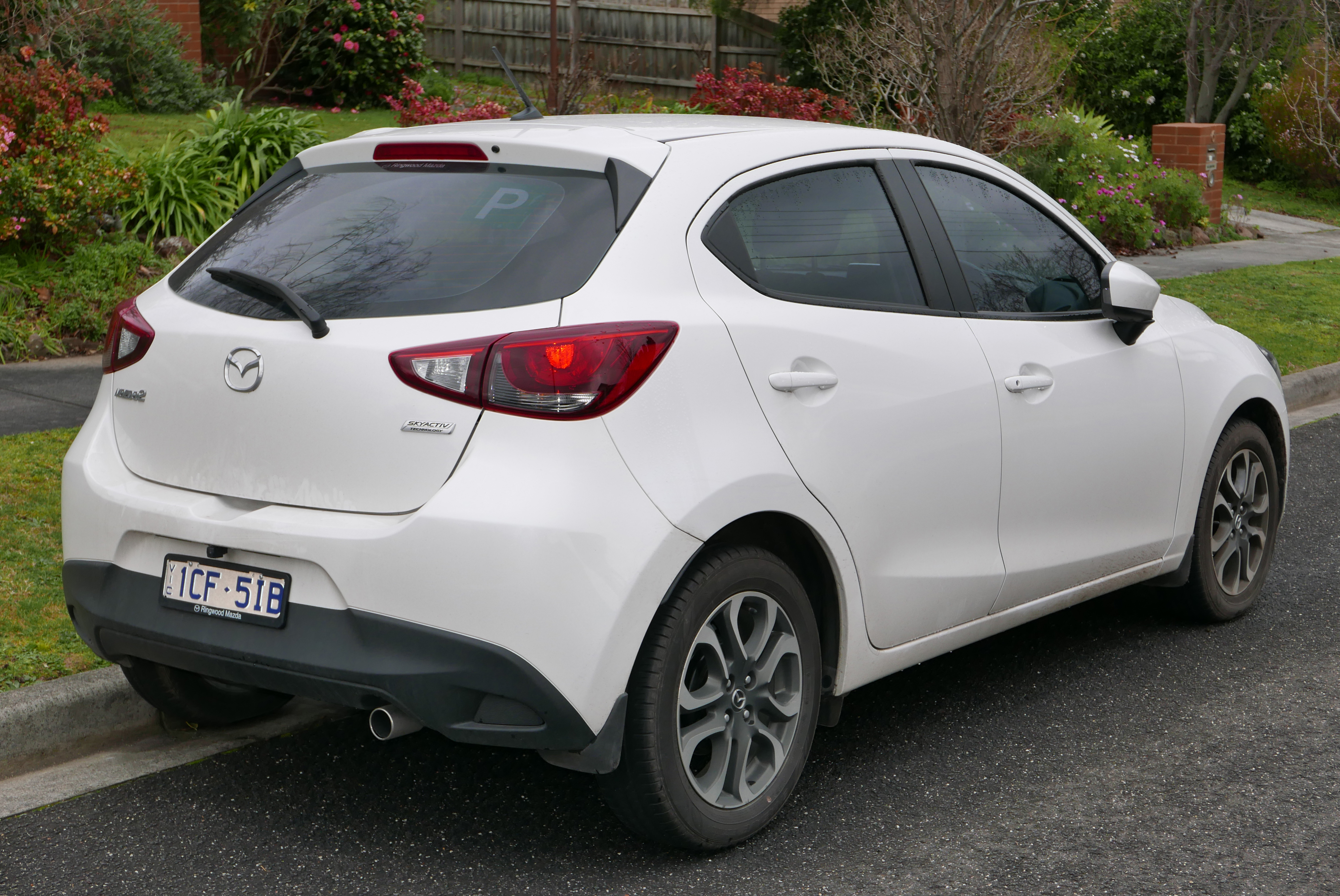
澳規車尾
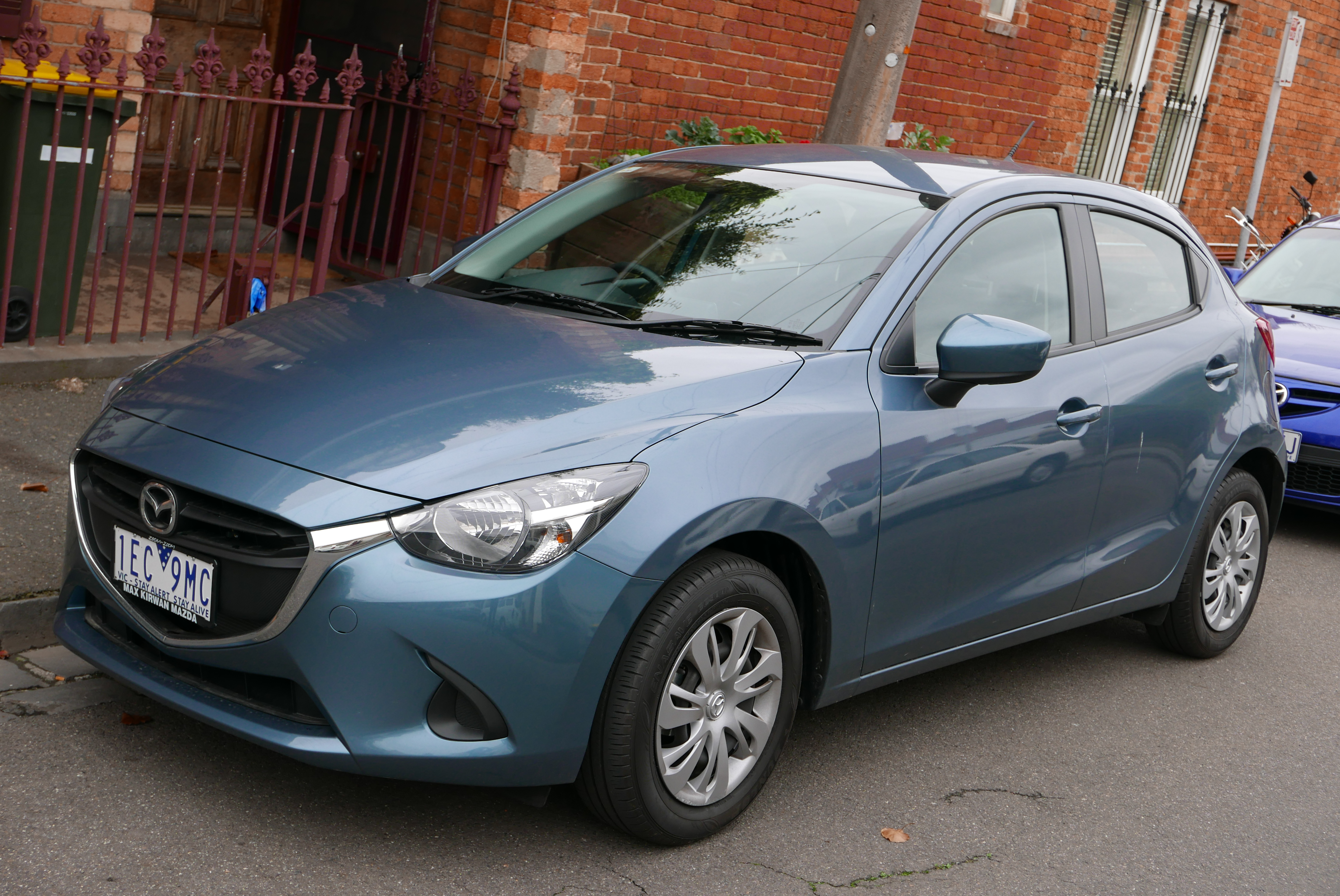

#### 賽揚iA與豐田Yaris（四門轎車版）

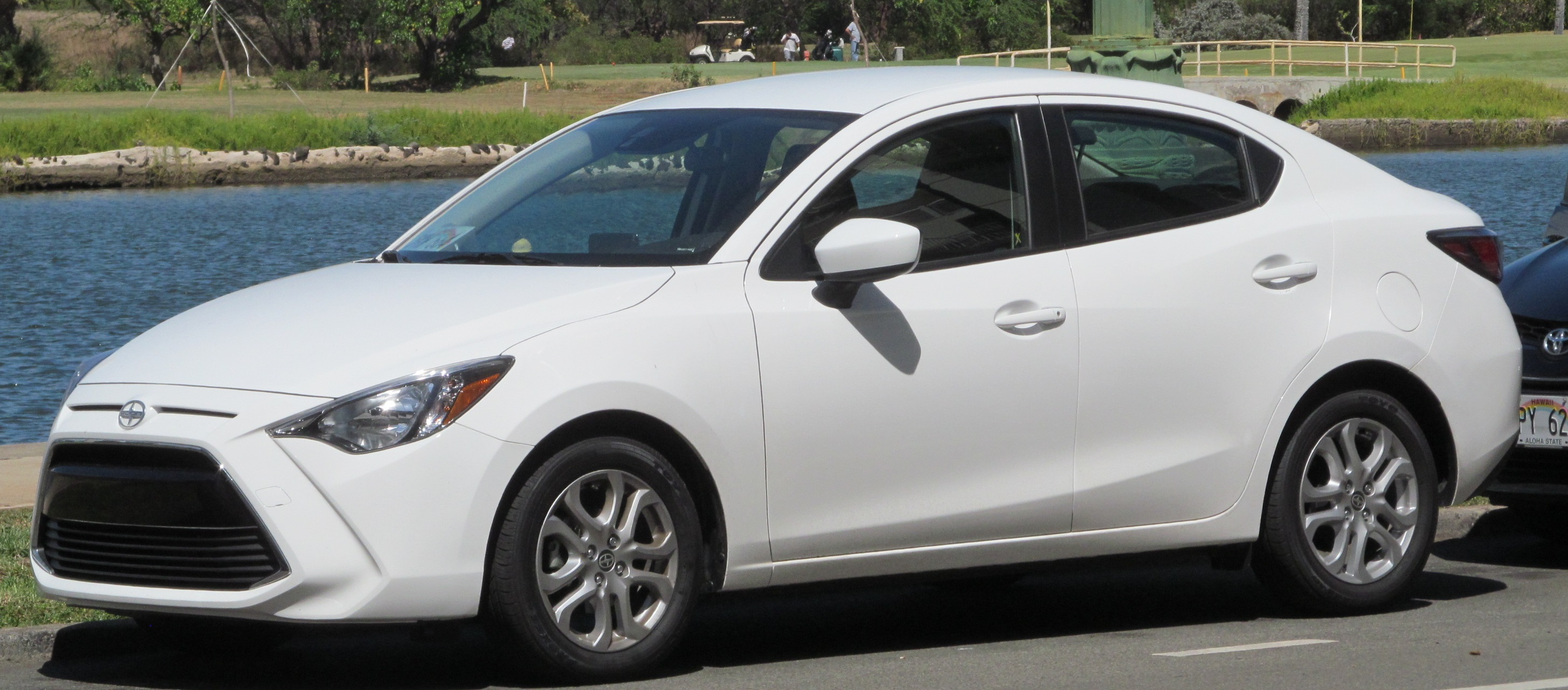
賽揚iA

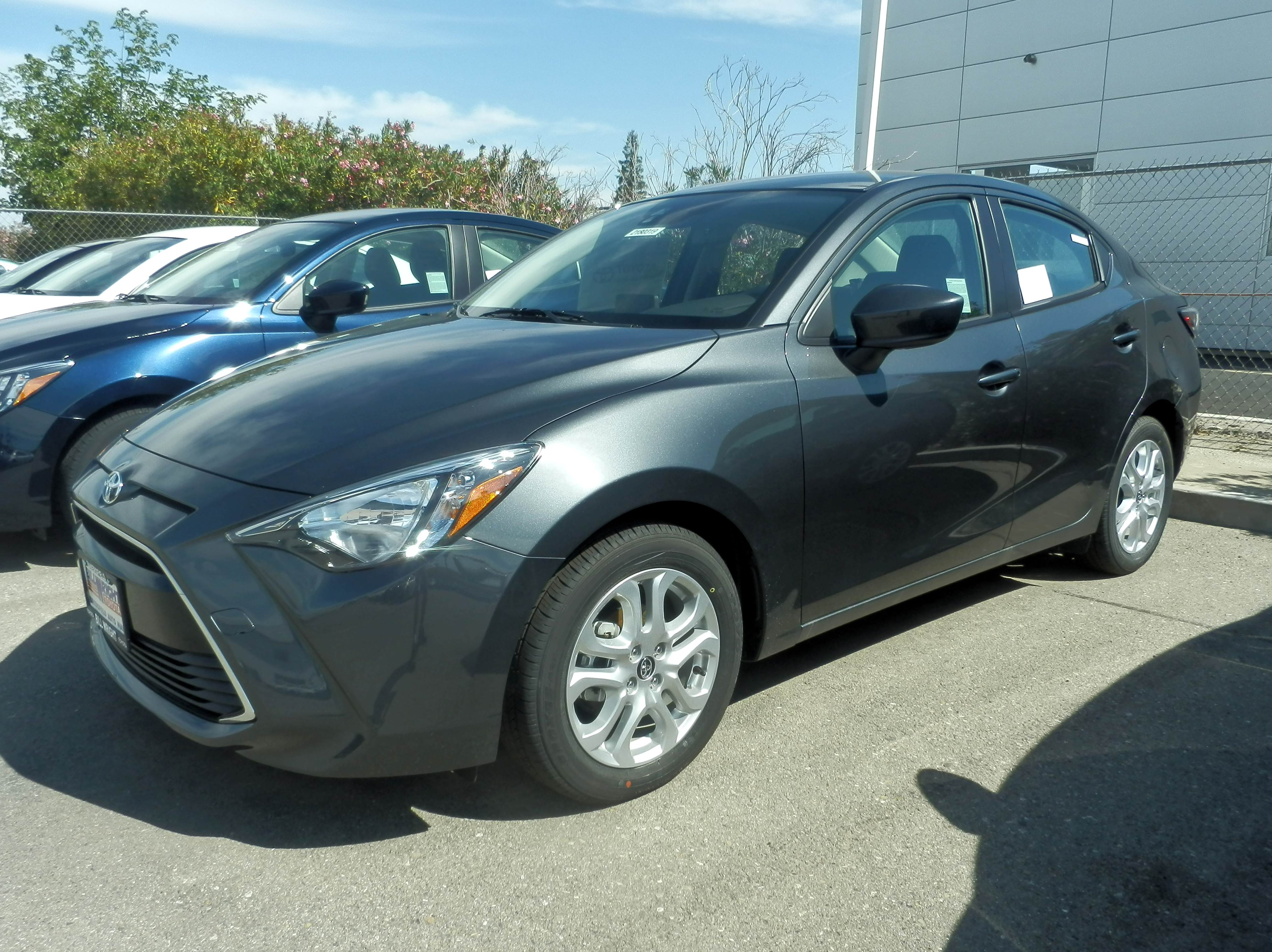
豐田Yaris

2012年11月馬自達與豐田汽車共同宣佈，前者位於墨西哥瓜納華托的新工廠將幫助後者OEM代工生產5萬輛汽車，以銷往北美洲市場。2015年4月舉行的紐約國際車展上，豐田汽車公開新車款賽揚iA，實為以第四代馬自達2四門轎車版改造的雙生車款，並借重馬自達墨西哥工廠專攻北美洲。此款賽揚iA除了廠徽標誌不同，前、後保險桿也煥然一新。
2015年9月29日豐田加拿大公司宣佈豐田Yaris四門轎車版正式上市，從外觀來看跟賽揚iA的差別僅在於廠徽標誌而已。動力心臟依然沿用1.5L直列四缸DOHC P5-VPS型引擎，可選配六速自排或是六速手排變速箱。標準配備有巡航定速、四門電動窗及電動上鎖，另可加價選購7吋LCD觸控螢幕、6支揚聲器、雙前座加熱座椅與倒車顯影等配備。
2016年2月3日豐田汽車美國分公司宣布廢除賽揚之品牌，3月23日起改以豐田Yaris之名於該地上市。

## 外部連結
- 臺灣官方網站
- 中國官方網站 （页面存档备份，存于）
- 香港官方網站 （页面存档备份，存于）
- （日語）日本官方網站